# S-Bahn Zürich

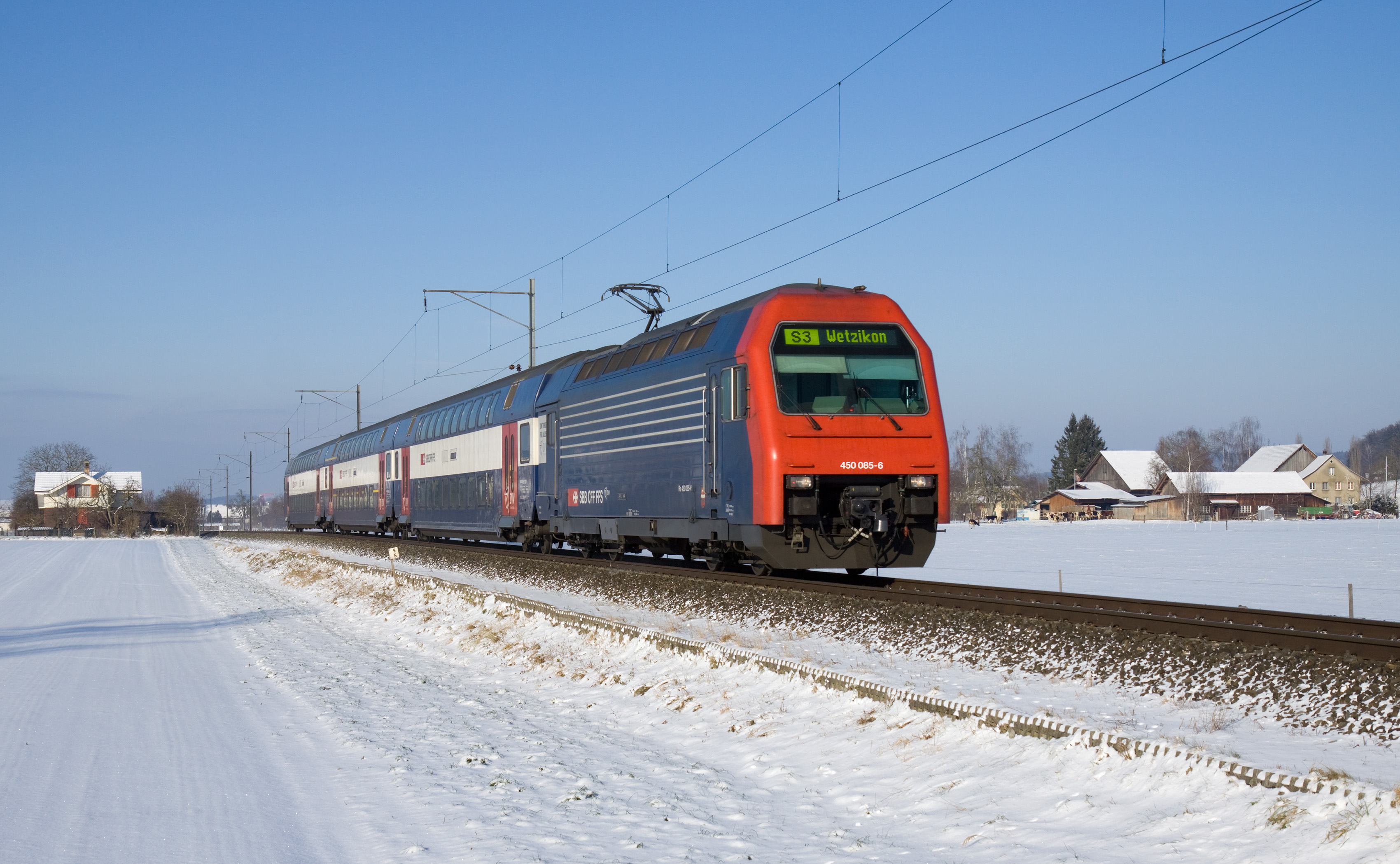
Ein Re 450 zwischen Fehraltorf und Pfäffikon ZH

Die S-Bahn Zürich bzw. die Zürcher S-Bahn ist die seit Mai 1990 im gesamten Kanton Zürich und in den angrenzenden Regionen verkehrende S-Bahn. Sie wurde zum Vorbild für die später eröffneten S-Bahn-Systeme in der Schweiz.
Im Jahr 2003 war das Streckennetz 380 Kilometer lang und bediente 171 Bahnhöfe. Die Züge auf den 28 S-Bahn-Linien wurden im Jahr 2017 von täglich 564'384 Reisenden benutzt. Die Planung und Umsetzung des Angebots erfolgt durch die SBB, die Sihltal-Zürich-Uetliberg-Bahn, die Forchbahn und die Aargau Verkehr im Auftrag des Zürcher Verkehrsverbunds (ZVV), der für die Leistungsbestellung und Finanzierung zuständig ist.
Das Liniennetz wurde in sogenannten Teilergänzungen vergrössert. Die bisher letzte Ergänzung war die 2015 fertiggestellte, Durchmesserlinie genannte Direktverbindung vom Bahnhof Zürich Altstetten über den unter dem Zürcher Hauptbahnhof gelegenen neuen Bahnhof Löwenstrasse und durch den 4,8 Kilometer langen Weinbergtunnel zum Bahnhof Zürich Oerlikon. Gegenwärtig erstreckt sich das Liniennetz bis in die Nachbarkantone (Aargau, Glarus, Schaffhausen, Schwyz, St. Gallen, Thurgau, Zug) und nach Deutschland (Jestetter Zipfel, Waldshut).

## Linien und Netz

### Betriebskonzept

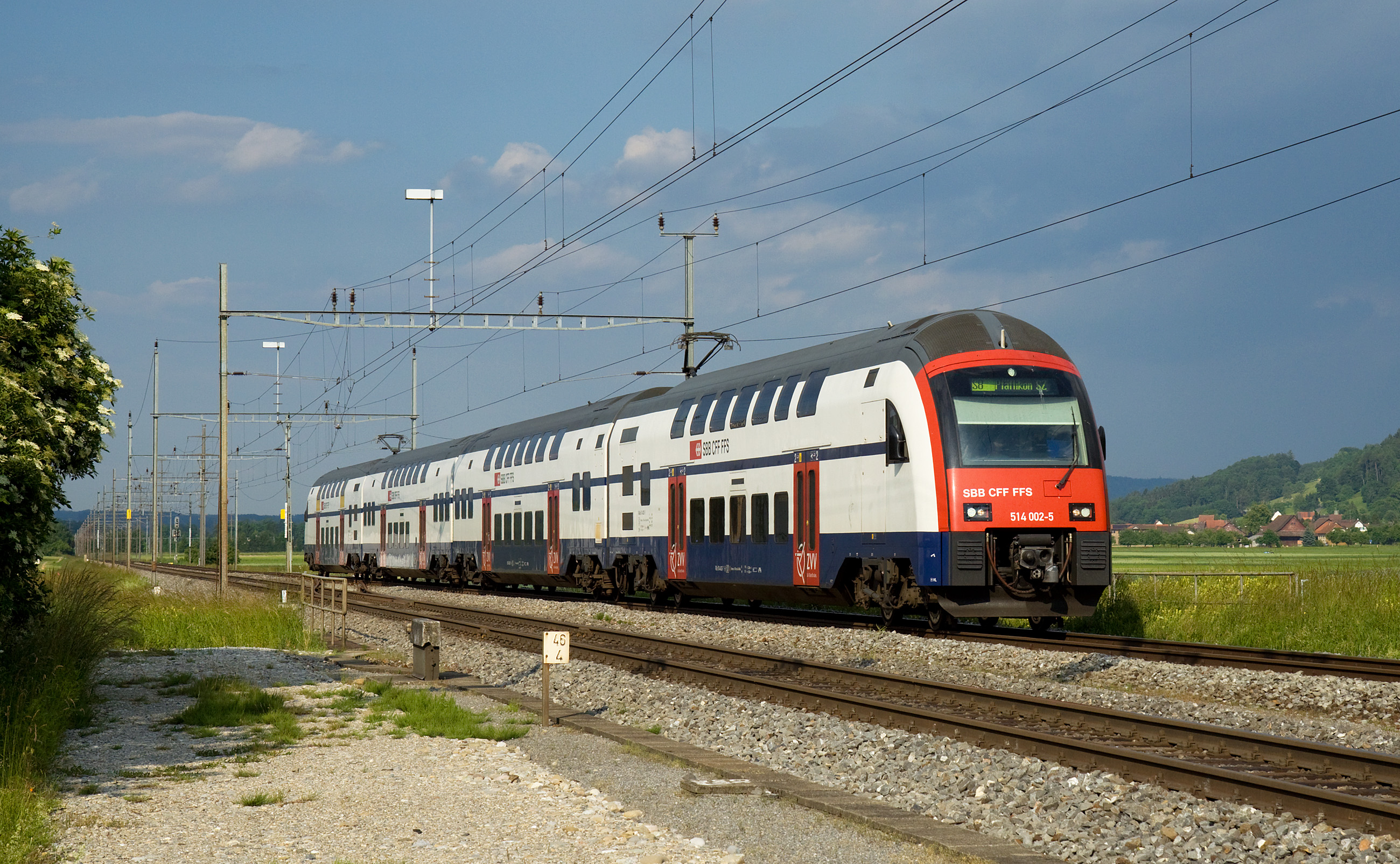
Ein RABe 514 bei Felben-Wellhausen

Der Begriff S-Bahn wird betrieblich unscharf verwendet und je nach Region unterschiedlich ausgelegt. In der Literatur ist eine S-Bahn eine Stadt-Bahn oder auch eine Schnellbahn, die teilweise auf einem eigenen Trassee verkehren. In Zürich wurde aus Platz- sowie Kostengründen weitgehend die Verwendung des bestehenden Netzes beschlossen. Beim Ausbau einiger Strecken und Bahnhöfe wurden bereits mit dem «Projekt 1954» die Trassees von Personen- und Güterverkehr getrennt.

Das Grundgerüst bilden seit der Einführung der S-Bahn Zürich Linien mit Halt an allen Stationen im Halbstundentakt. In stark nachgefragten Korridoren überlagern sich zwei Linien und ergeben so von den Aussengemeinden bis nach Zürich den Viertelstundentakt, jedoch mit dem Vorteil, dass direkte Durchmesserverbindungen zu zwei anderen Strecken zur Verfügung stehen. Beispiel: Im Zürcher Oberland verkehren die Linien S5 nach Pfäffikon SZ und die S15 nach Rapperswil. Damit besteht zwischen Rapperswil und Zürich HB ein Viertelstundentakt. Gleichzeitig besteht alle 30 Minuten eine umsteigefreie Verbindung nach Affoltern am Albis – Zug mit der S5 oder nach Oberglatt – Niederweningen mit der S15. 

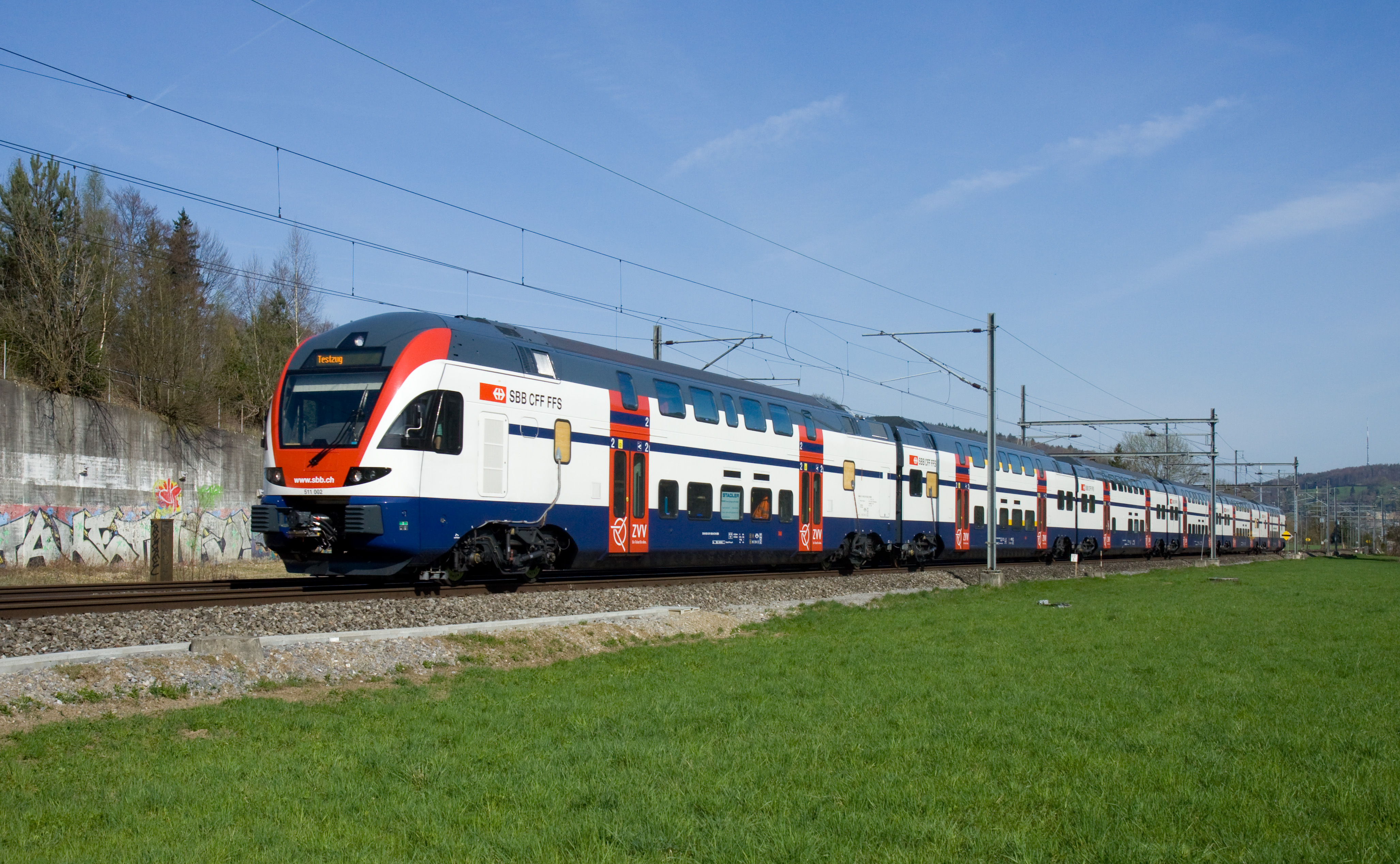
Ein RABe 511 auf einer Testfahrt zwischen Winterthur und Kemptthal

Topographischer Liniennetzplan der S-Bahn Zürich von 2016 bis 2018

Einige peripherer gelegene Gebiete werden mit S-Bahn-Schnellzügen mit dem Stadtzentrum verbunden, wobei diese Bahnen in den Aussengebieten an allen Bahnhöfen halten, im Nahbereich der Stadt jedoch nur noch an ausgewählten Stationen.
Das Betriebskonzept der S-Bahn Zürich bietet also viele Direktverbindungen zwischen Regionen und gleichzeitig einen dichten Takt Richtung Zentrum. Der Nachteil dieser Betriebsform ist die sehr komplexe Betriebsabwicklung, welche zusammen mit Trasseekonflikten mit dem Fernverkehr manchmal einen exakten Viertelstundentakt verhindert, so dass sich etwa zwischen Zürich HB und Thalwil ein ungewohnter 12/18-Takt ergibt.

### Linienführung
Die S-Bahn-Tageslinien verkehren von 5:00 beziehungsweise 5:30 Uhr morgens bis 00:00 beziehungsweise 1:00 Uhr abends. Abschnitte in Klammern werden nur zur Hauptverkehrszeit (HVZ) bedient, darunter die reinen HVZ-Linien S20, S21, S23 und S42. Die als Ersatz für wegfallende S2-Halte in der March eingeführte S27 gehört technisch weder zur S-Bahn Zürich noch zur S-Bahn St. Gallen.
- S 2 Zürich Flughafen – Zürich HB – Pfäffikon SZ – Ziegelbrücke  (SBB)
- S 3 (Bülach –) Hardbrücke – Zürich HB – Effretikon – Wetzikon  (SBB)
- S 4 Zürich HB – Adliswil – Langnau-Gattikon (– Sihlwald)  (SZU)
- S 5 Zug – Affoltern a. A. – Zürich HB – Uster – Pfäffikon SZ  (SBB)
- S 6 Baden – Regensdorf-Watt – Zürich HB – Uetikon  (SBB)
- S 7 Winterthur – Kloten – Zürich HB – Meilen – Rapperswil  (SBB)
- S 8 Winterthur – Wallisellen – Zürich HB – Thalwil – Pfäffikon SZ  (SBB)
- S 9 Schaffhausen – Jestetten – Rafz – Zürich HB – Stettbach – Uster  (SBB)
- S 10 Zürich HB – Triemli – Uitikon Waldegg – Uetliberg  (SZU)
- S 11 Aarau – Lenzburg – Dietikon – Zürich HB – Stettbach – Winterthur – Seuzach/Sennhof-Kyburg (– Wila)  (SBB)
- S 12 Brugg – Altstetten – Zürich HB – Stettbach – Winterthur – Schaffhausen/Wil  (SBB)
- S 13 Wädenswil – Einsiedeln  (SOB)
- S 14 Affoltern a. A. – Altstetten – Zürich HB – Oerlikon – Wallisellen – Hinwil  (SBB)
- S 15 Rapperswil – Uster – Zürich HB – Oberglatt – Niederweningen  (SBB)
- S 16 Zürich Flughafen – Zürich HB – Herrliberg-Feldmeilen (– Meilen)  (SBB)
- S 17 Dietikon – Bremgarten – Wohlen  (AVA)
- S 18 Zürich Stadelhofen – Forch – Esslingen  (FB)
- S 19 (Koblenz – Baden –) Dietikon – Zürich HB – Wallisellen – Effretikon (– Pfäffikon ZH)  (SBB)
- S 20 (Uerikon – Zürich Stadelhofen – Zürich HB – Zürich Hardbrücke)  (SBB)
- S 21 (Regensdorf-Watt – Oerlikon – Zürich HB)  (SBB)
- S 23 (Zürich HB – Stadelhofen – Winterthur (– Romanshorn))  (SBB)
- S 24 Thayngen – Schaffhausen/Weinfelden – Winterthur – Zürich Flughafen – Zürich HB – Thalwil – Horgen Oberdorf – Zug  (SBB)
- S 25 Zürich HB – Pfäffikon SZ – Glarus – Linthal  (SBB)
- S 26 Winterthur – Bauma – Rüti ZH  (THURBO)
- S 27 Siebnen-Wangen – Ziegelbrücke  (SOB)
- S 29 Winterthur – Stein a. Rhein  (THURBO)
- S 30 Winterthur – Frauenfeld – Weinfelden  (THURBO)
- S 33 Winterthur – Schaffhausen  (SBB)
- S 35 Winterthur – Wil  (THURBO)
- S 36 Bülach – Bad Zurzach – Waldshut  (THURBO)
- S 40 Rapperswil – Pfäffikon SZ – Einsiedeln  (SOB)
- S 41 Winterthur – Bülach  (THURBO)
- S 42 (Zürich HB – Dietikon – Wohlen – Muri)  (SBB)

### Nachtnetz

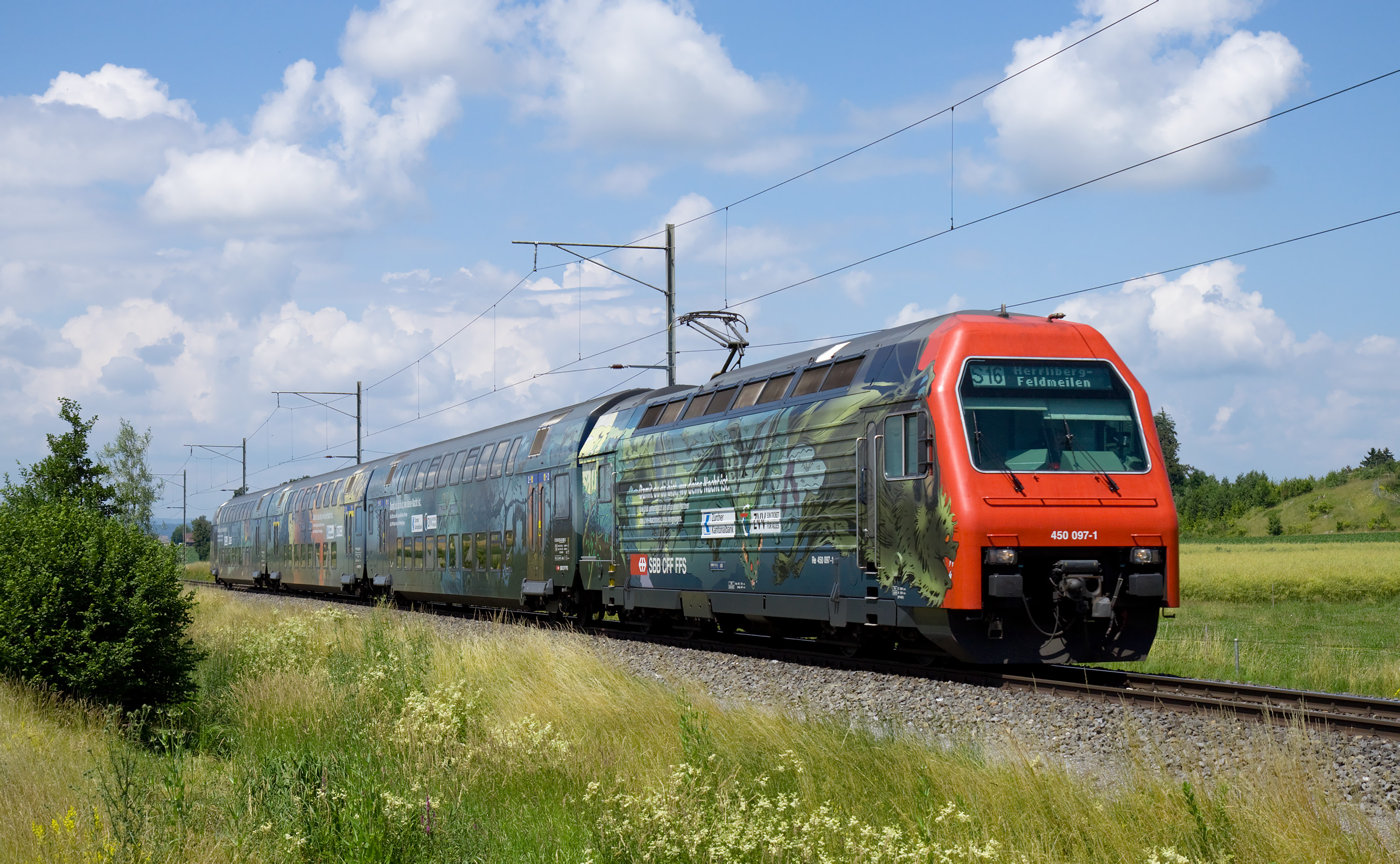
Zwei Doppelstock-Pendelzüge (SBB Re 450) warben zeitweise für das Nachtnetz

Im Dezember 2002 wurde vom Zürcher Verkehrsverbund das Nachtnetz ins Angebot aufgenommen. Das Nachtnetz, welches zuvor in ähnlicher Form innerhalb der Stadt Zürich bestand, besteht aus neun Nacht-S-Bahn-Linien und 47 Nachtbuslinien, die in den Wochenendnächten und während Grossanlässen im Raum Zürich verkehren. Für die Benützung des Nachtnetzes war bis Ende 2020 zusätzlich zum Fahrausweis ein fünf Franken teurer Nachtzuschlag zu bezahlen. Besitzer einer zkbnightcard mussten diesen Nachtzuschlag nicht zahlen.
Die Nacht-S-Bahnen tragen zur Unterscheidung vom eigentlichen S-Bahn-Netz SN-Liniennummern. Aktuell verkehren die neun S-Bahn-Linien im Nachtnetz im Stundentakt (ausgenommen die SN Winterthur–Bülach).
- SN1 Aarau – Wildegg – Brugg – Dietikon – Zürich HB – Stettbach – Winterthur (SBB)
- SN3 Winterthur – Schaffhausen – Stein a. Rhein (THURBO)
- SN4 Zürich HB – Adliswil – Langnau-Gattikon (SZU)
- SN5 Knonau – Zürich HB – Uster – Pfäffikon SZ (SBB)
- SN6 Würenlos – Regensdorf-Watt – Zürich HB – Stettbach – Winterthur (SBB)
- SN7 Bassersdorf – Kloten – Zürich HB – Meilen – Stäfa (SBB)
- SN8 Pfäffikon ZH – Wallisellen – Zürich HB – Thalwil – Lachen (SBB)
- SN9 Bülach – Zürich HB – Stettbach – Uster (SBB)
- SN11 Olten – Aarau – Mellingen Heitersberg – Dietikon – Zürich HB – Stettbach – Winterthur (SBB)
- SN18 Zürich Stadelhofen – Forch – Egg ZH (FB)
- SN21 Winterthur – Wil – St. Gallen (THURBO)
- SN22 Winterthur – Wil – St. Gallen – St. Margrethen – Heerbrugg (THURBO)
- SN30 Winterthur – Frauenfeld – Weinfelden – Romanshorn (THURBO)
- SN41 Winterthur – Bülach (THURBO)
- SN65 Bülach – Schaffhausen (THURBO)

### Betreiber

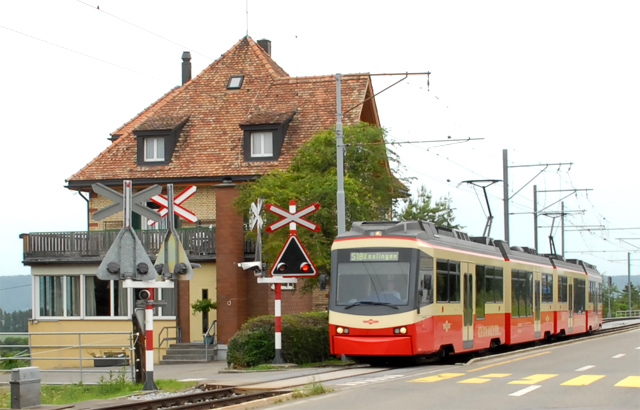
Ein Zug der Linie S18 auf der Neuen Forch (2007)

Die Linien der S-Bahn Zürich werden von sechs verschiedenen Bahngesellschaften betrieben, wohingegen die alleinige Marktverantwortung bei den Schweizerischen Bundesbahnen liegt. Die Eisenbahngesellschaft Thurbo, eine Tochtergesellschaft der SBB, betreibt die grösstenteils in der Ostschweiz verkehrenden Linien S26, S29, S30, S35, S36 und S41, die Südostbahn (SOB) betreibt die im Raum Pfäffikon SZ verkehrenden Linien S13 und S40. Die Sihltal-Zürich-Uetliberg-Bahn (SZU) betreibt die Linien S4 und S10, die vom eigenen Tunnelbahnhof im Zürcher Hauptbahnhof in Richtung Uetliberg beziehungsweise ins Sihltal verkehren. Die S17, die von Dietikon nach Wohlen verkehrt, wird seit 2018 durch die Aargau Verkehr AG (AVA) betrieben; sie entstand durch die Fusion zwischen WSB und BDWM.
Die Linie S18 wird von der Forchbahn AG (FB) betrieben. Sie verkehrt auf ihrem Weg vom Bahnhof Zürich Stadelhofen nach Esslingen ZH bis zur Stadtgrenze bei der Haltestelle Rehalp auf VBZ-Infrastruktur und bedient dabei nicht alle Zwischenhaltestellen der parallel verkehrenden Linie 11 der Strassenbahn Zürich. Ab Rehalp verkehrt sie dann auf FB-eigener Infrastruktur.
Die nicht erwähnten S-Bahn-Linien werden durch die SBB betrieben.

## Geschichte

### Vorreiter der S-Bahn
Vorreiter der S-Bahn Zürich war der sogenannte Goldküstenexpress. Am 26. Mai 1968 verkehrte zwischen Zürich und Rapperswil via Meilen der erste Goldküstenexpress. Sein Fahrplan war starr im Halbstundentakt und reduzierte die Reisezeit zwischen Rapperswil und Zürich erheblich. Seinen Namen hat der «Goldküstenexpress» aus dem Volksmund, da das rechte Zürichseeufer oft auch einfach Goldküste genannt wird. Nach dem Zweiten Weltkrieg wuchsen die ehemaligen Weindörfer entlang der 1894 erbauten Bahnlinie rasant. Die langsam zu Wohngemeinden mutierenden Orte verzeichneten schnell einen Zuwachs an Pendlern in Richtung Zürich, so dass die Kapazitäten der damals verkehrenden Züge den Pendlermengen nicht mehr gewachsen waren. Die Klagen der Pendler verstärkten sich zudem, weil der Zug nach Zürich zu lange brauchte und anfällig für Verspätungen war.
Aus einem 1954 angefertigten Gesamtkonzept für die langfristige Entwicklung der Bahn im Kanton Zürich entwickelte sich 1957 das Projekt für den Ausbau der 36 Kilometer langen Linie am rechten Seeufer. Weder der Personen- noch der Güterfernverkehr verkehrten auf dieser Strecke; die Einführung einer überregionalen Linie ohne Behinderungen war daher möglich. Zwischen Küsnacht und Herrliberg sowie zwischen Stäfa und Uerikon baute man zwei Doppelspurinseln sowie neue Bahnhöfe. Die entscheidende Frage war die Finanzierung. Da der Ausbau der Goldküstenstrecke lediglich den lokalen Bedürfnissen und vor allem der Zürcher Siedlungspolitik diente, sahen die Schweizerischen Bundesbahnen keine Mehrerträge in diesem Projekt. Die SBB sahen daher eine Kostenbeteiligung des Kantons Zürich vor – ein damals völlig neuartiger Vorschlag, da das Eisenbahngesetz eine Beteiligung des Kantons beziehungsweise des Bundes in normalem Falle nicht vorsah. Durch die Einführung eines neuen Gesetzes, das dieses Problem löste, einigten sich die SBB und der Kanton darauf, dass die betreffenden Gemeinden je fünf Millionen Franken beisteuerten. Die Kosten des Gesamtprojekts wurden auf 72 Millionen Franken geschätzt.

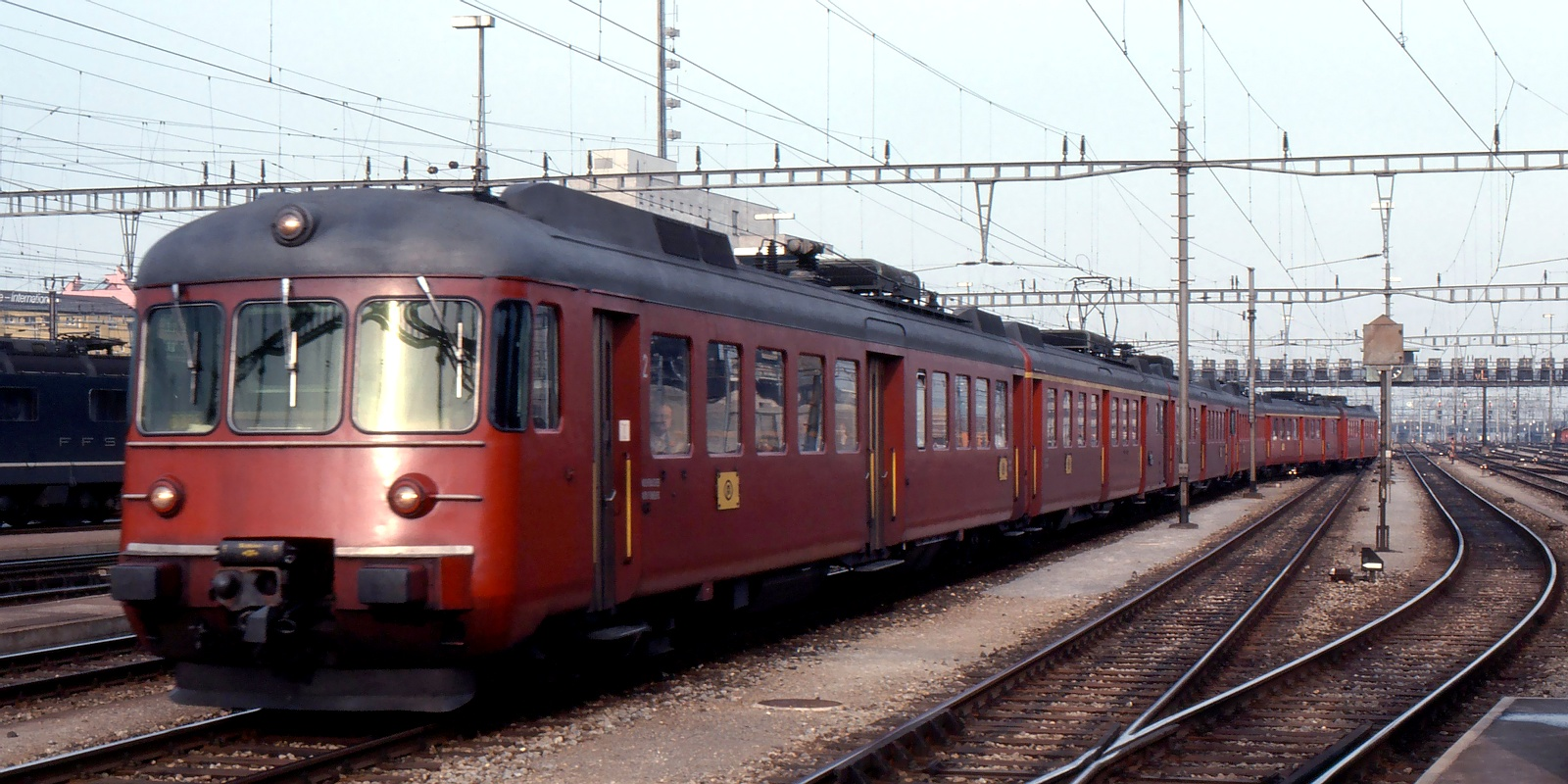
Historisches Bild einer Mirage-Komposition von 1985

Das auffälligste Merkmal waren die ab 26. Mai 1968 dort eingesetzten dreiteiligen, weinroten RABDe-12/12-Triebzüge. Futuristisch waren die technischen Merkmale; war er doch damals der erste Schweizer Triebzug, der über eine enorm hohe Beschleunigungs- und Bremsleistung verfügte, was ihm sogleich zu dem Übernamen «Mirage» verhalf. Zu diesen futuristischen Eigenschaften verfügte die Mirage zudem über automatisch schliessende Türen, was kurze Haltezeiten und eine Verringerung der Fahrzeiten ermöglichte. Mit der Mirage wurde der Sichtwagenbetrieb eingeführt. Abteile waren mit gelben Tafeln mit der Aufschrift «Regio» beschriftet. Jene Wagen waren für Sichtabonnementsbesitzer reserviert und wurden vom Zugspersonal nur stichprobenweise kontrolliert.
Die Reisezeit verkürzte sich nach der Einführung des Goldküstenexpress zwischen dem Zürcher Bahnhof Stadelhofen nach Rapperswil von über 60 Minuten auf rund 40 Minuten. Heute beträgt die Reisezeit mit der S7-Linie 35 Minuten.

### Abgelehnte U-Bahn

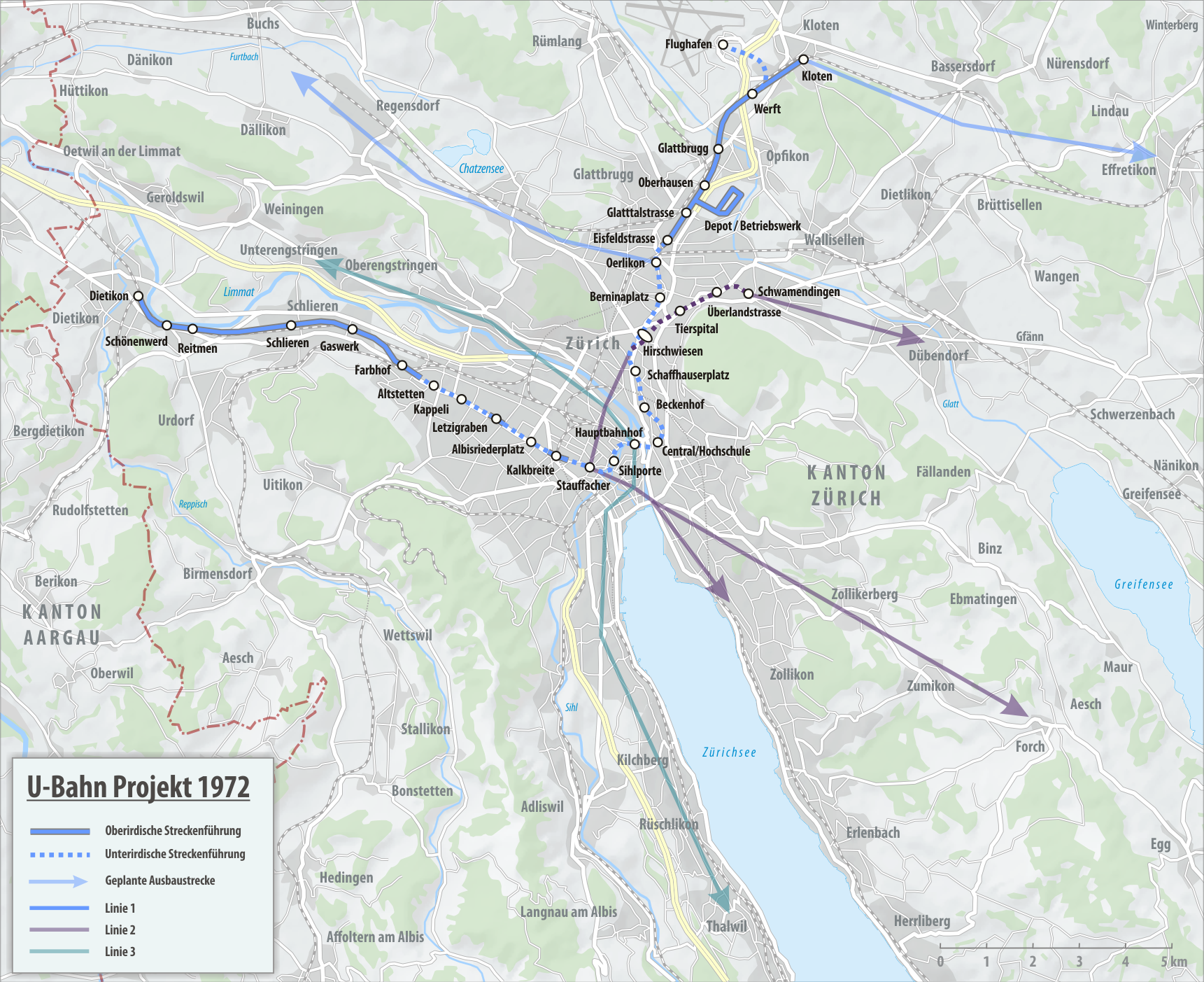
Geplantes U-Bahn-Netz (1972)

1949 reichte ein Initiativkomitee erfolglos ein Konzessionsgesuch für ein U-Bahn-Netz ein. Es wäre 90 km lang gewesen und hätte rund zwei Milliarden Franken gekostet. Ein weiteres Komitee forderte 1959 den Zürcher Stadtrat mit zwei Motionen auf, den Bau zweier U-Bahn-Linien (Enge–Kloten und Altstetten–Tiefenbrunnen) von zusammen 19,7 km Länge zu prüfen. Da der Stadtrat bereits eine Studie mit derselben Linienführung durchführen liess, empfahl er den Stimmberechtigten, das Vorhaben abzulehnen. Im darauf folgenden Abstimmungskampf bezeichneten mehrere Seiten das Vorhaben als «unrealistisch» und «überrissen». Die Abstimmung am 14. Februar 1960 fiel mit 69,8 % Neinstimmen deutlich gegen den Vorschlag aus. Basierend auf zwei Verkehrsgutachten, die bereits 1952 in Auftrag gegeben worden waren, erarbeiteten die Stadtbehörden das «Tiefbahn»-Konzept, ein Netz von U-Strassenbahn-Linien in der Innenstadt sowie nach Oerlikon und Schwamendingen. Das 21,15 km lange Netz sollte 544 Millionen Franken kosten. Am 1. April 1962 scheiterte auch dieses Vorhaben in einer Volksabstimmung, mit einer Ablehnung von 63,0 %.
Basierend auf einer anschliessend durchgeführten Gesamtverkehrsplanung, die 1966 präsentiert wurde, erarbeiteten acht von den Stadt- und Kantonsbehörden sowie den SBB eingesetzte Arbeitsgruppen ein Konzept für den Bau eines vollwertigen U-Bahn-Netzes. Die erste bis zur Baureife geplante Linie sollte vom Flughafen über Oerlikon, den Hauptbahnhof und den Stauffacher nach Dietikon führen. Ebenso waren kurze Zweigstrecken nach Schwamendingen und Kloten vorgesehen. Diese Linie wäre 27,5 km lang gewesen, wovon 14,8 km unterirdisch geführt worden wären. Zu einem späteren Zeitpunkt war der Bau zweier weiterer Linien geplant. Basierend auf neuen Erarbeitungen und einem neuen Verkehrsgesetz, das eine Förderung des regionalen öffentlichen Verkehrs forderte, präsentierte die Behördendelegation für den Regionalverkehr 1967 ein U- und S-Bahn-Projekt. Vom Zürcher Flughafen her sollte eine U-Bahn-Linie über Glattbrugg–Oerlikon–Hirschwiesen–Central–Hauptbahnhof–Stauffacher–Altstetten nach Dietikon führen. Die auf eigenem Trassee verlaufende Strecke sollte zwischen Opfikon und Oerlikon oberirdisch verlaufen. Der zweite Teil der Vorlage war das «Zürichbergsystem», eine S-Bahn vom Zürcher Hauptbahnhof durch einen neu zu bauenden Zürichbergtunnel nach Dietlikon. Durch den Bau des unterirdischen Bahnhofs Museumstrasse erhoffte sich der Regierungsrat eine Entlastung des Hauptbahnhofs. Am 20. Mai 1973 wurde das Gesamtpaket U- und S-Bahn im Kanton Zürich mit einem Nein-Anteil von 56,92 % abgelehnt, in der Stadt Zürich sogar mit 71,09 %.
Im Abstimmungskampf hatte es kaum Stimmen gegen die S-Bahn gegeben. Hingegen entzündeten sich am U-Bahn-Projekt heftige siedlungs- und gesellschaftspolitische Auseinandersetzungen. SP-Kantonsrat Franz Schumacher wertete den Volksentscheid als Ablehnung des ungebremsten Wirtschaftswachstums und meinte, das Nein habe ausschliesslich der U-Bahn gegolten.

### Abstimmung und Bau des Kernstücks der S-Bahn
Da in einer Agglomeration wie Zürich dem öffentlichen Verkehr eine zentrale Bedeutung zugesprochen wurde und die Schiene die erforderlichen Kapazitäten bereitstellen konnte, war eine enge Zusammenarbeit zwischen dem Kanton Zürich und den Schweizerischen Bundesbahnen – die den Grossteil der Eisenbahnstrecken besassen – erforderlich. Die SBB konnten mit den eigenen Mitteln nicht so viel investieren, wie es für die Lösung des Pendlerproblems erforderlich war. Der Kanton Zürich war andererseits nicht in der Lage, die geforderte Mobilität zu gewährleisten, wenn die Anlagen und Leistungen der SBB nicht ausgebaut würden.

Variante Ost und heutiges Kernstück der S-Bahn: Der nördliche Teil des Kantons wird durch den Zürichbergtunnel und den Bahnhof Stadelhofen angeschlossen

Der erste Schritt zu einer Zusammenarbeit wurde 1978 mit der Abstimmung über die Einrichtung eines Verkehrsfonds getätigt. In diesem Fonds würden jährlich 40 Millionen Franken eingezahlt, die dann als finanzielles Fundament der S-Bahn verwendet würden. Die Linienführung der heutigen S-Bahn wurde in einer Kantonsratsdebatte am 19. Juni 1978 festgelegt. Dabei stand die Frage «Ost oder West» offen. Die Westvariante forderte die Anschliessung des nördlichen Teils des Kantons via Oerlikon, die Ostvariante forderte den Bau des Zürichbergtunnels. Der Kantonsrat entschied in der darauffolgenden Abstimmung mit 85 gegen 36 Stimmen für die Variante Ost.
Am 29. November 1981 wurde über den Bau einer S-Bahn abgestimmt. Dabei bewilligten die Zürcher Stimmbürger mit einer Zweidrittelmehrheit einen Kredit von über 520 Millionen Franken für den Bau des Kernstücks der S-Bahn.
Die Neubaustrecke führt vom Hauptbahnhof durch den Hirschengrabentunnel nach Stadelhofen, wo die Linie nach Tiefenbrunnen abzweigt, und weiter durch den Zürichbergtunnel zum unterirdischen Bahnhof Stettbach mit Anschluss über den Neugutviadukt an die bestehenden Bahnlinien in Dietlikon und Dübendorf. Unter dem bestehenden Hauptbahnhof, der als Kopfbahnhof gebaut ist, wurde ein neuer unterirdischer Bahnhofsteil mit vier Durchgangsgleisen gebaut (auch Bahnhof Museumstrasse genannt). Das ermöglichte die Verknüpfung bestehender Vorortslinien zu attraktiven Durchmesserlinien. Der vom damals noch sehr jungen spanischen Architekten und Bauingenieur Santiago Calatrava massgeblich gestaltete Bahnhof Stadelhofen wurde zur architektonisch preisgekrönten S-Bahn-Station ausgebaut. Für den ETH-Absolventen war das ein Einstieg in eine aussergewöhnliche Erfolgslaufbahn.
Ebenfalls erweitert wurde der Bahnhof Hardbrücke ausserhalb der Neubaustrecke, so dass auch die Züge in Richtung Altstetten halten konnten. Gleichzeitig mit dem Bau des S-Bahn-Kernstücks wurde auch die Strecke der Sihltal-Zürich-Uetliberg-Bahn vom Bahnhof Selnau bis zum Hauptbahnhof verlängert.
Im September 1984 lehnte das Stimmvolk des Kantons Zürich den Bau einer Station Uni im Hirschengrabentunnel ab.

### Eröffnung

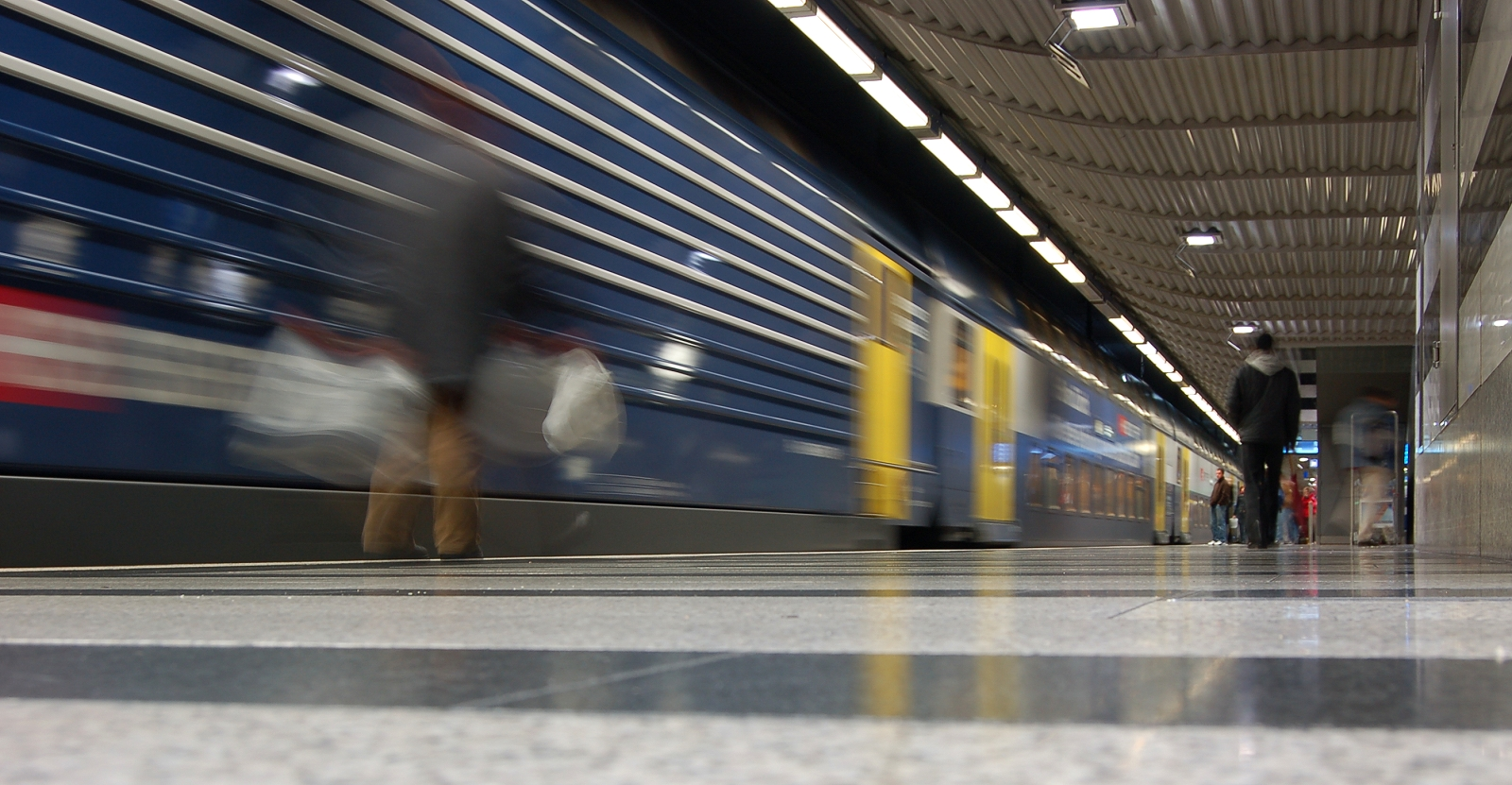
Mit der Eröffnung der S-Bahn Zürich wurde auch der unterirdische S-Bahnhof «Museumstrasse» beim Hauptbahnhof Zürich eröffnet

Am 27. Mai 1990 wurde die S-Bahn in Betrieb genommen. Die wichtigsten Linien verkehrten bereits im Halbstundentakt, weitere sollten folgen. Auf den gleichen Termin nahm der ZVV seine Arbeit auf. Zum ersten Mal war es möglich, mit nur einem Billet auf der S-Bahn, in Schnellzügen und in Bussen und Trams zu fahren.
Der Erfolg liess nicht lange auf sich warten. Anfangs zwar noch mit «Anlaufschwierigkeiten», erhöhte sich die Zahl der Passagiere zusehends. Seit der Eröffnung der S-Bahn hat das Reisevolumen um ca. 60 Prozent zugenommen. In mehreren Etappen wurde das Angebot auf dem 380 Kilometer umfassenden Schienennetz ausgebaut, und es kamen morgens und abends Zusatzzüge hinzu, welche nur in grösseren Orten halten.

### Erste und zweite Teilergänzung

Vierfachspurausbau zwischen Dietikon und Killwangen; die Strecke führt entlang des Rangierbahnhofs

Die chronisch überfüllten Züge auf der S12 zwischen Dietikon und Zürich machten Ausbauten im Limmattal notwendig. Mit dem Ausbau auf vier Spuren zwischen Dietikon und Killwangen wurde eine Entflechtung von S-Bahn und Fernverkehr sowie Güterverkehr möglich. Die neue Linie S3 ergänzt seither die S12 zu einem Viertelstundentakt. Dank Doppelspurinseln im Knonaueramt konnte auf der S9 der Halbstundentakt eingeführt werden.
Mit der zweiten Teilergänzung wurde am rechten Zürichseeufer ein dichter Viertelstundentakt eingeführt (S6 und S16, S7 neu als beschleunigte S-Bahn). Zwischen Schlieren und Dietikon wurde die neue Haltestelle Glanzenberg eröffnet.

### Inbetriebnahme des Nachtnetzes
Auf Dezember 2002 wurde das S-Bahn-Angebot mit Nachtlinien ergänzt. Die sogenannten SN-Linien waren nach der Einführung bereits so gut ausgelastet, dass das Nachtnetz im Jahr 2007 bereits zum vierten Mal in Folge die gesamten Betriebskosten des Nachtnetzes decken konnte. Im Jahr 2007 betrugen diese insgesamt 6,2 Millionen Franken. Die SN-Züge fahren in den Nächten von Freitag auf Samstag und von Samstag auf Sonntag, wodurch auf gewissen Linien von Freitagmorgen bis Sonntagabend ein durchgehender 24-Stunden-Betrieb gewährleistet ist.

### Dritte Teilergänzung
Mit der bis 2007 laufenden dritten Ausbauetappe wurde der Viertelstundentakt auf dem S-Bahn-Netz weiter ausgebaut. Am 12. Dezember 2004 (zeitgleich mit der Inbetriebnahme der ersten Etappe von Bahn 2000) wurde die Linie S3 von Dietikon durch den Heitersbergtunnel nach Aarau verlängert; bei Mellingen wurde eine neue Haltestelle eröffnet. Am 10. Dezember 2006 nahm nach Fertigstellung von Ausbauten im Oberland die Linie S15 zwischen Rapperswil und Birmensdorf ihren Betrieb auf. Nach Abschluss weiterer Ausbauten im Knonaueramt wurde sie am 9. Dezember 2007 von Birmensdorf bis nach Affoltern am Albis verlängert. Im Süden der Stadt Zürich wurde die Sihltalbahn auf Doppelspur ausgebaut.
Auf den ländlichen Zulauflinien um Winterthur (S33 nach Schaffhausen, S35 nach Wil und bei der S41 bis nach Bülach) wird der Halbstundentakt angeboten. Die S8 wurde von Winterthur bis Weinfelden verlängert. Sie ergänzt auf diesem Abschnitt die S30, so dass zwei Verbindungen pro Stunde bestehen. Zudem wurde die S16 stündlich über Winterthur beschleunigt nach Schaffhausen verlängert, wobei sie zwischen Winterthur und Schaffhausen nur in Andelfingen und Neuhausen am Rheinfall hält. Um zudem der Stadtentwicklung um Winterthur Rechnung zu tragen, wurde an der Bahnlinie Winterthur–Wil neu der Bahnhof Winterthur-Hegi eröffnet.
Für die Infrastruktur der dritten Teilergänzung wurden insgesamt 200 Millionen CHF ausgegeben:
- Neue Haltestelle Mellingen Heitersberg, S3, 19 Mio. CHF, 2004
- Doppelspurausbau Bubikon–Rüti ZH, S15, 32 Mio. CHF, 2006
- Aus- und Neubau der Haltestellen Wil SG und Winterthur-Hegi, S35, 15. Mio. CHF, 2006
- Doppelspurausbau Bonstetten–Wettswil, S15, 60 Mio. CHF, 2007
- Bahnhofsausbau Buchs-Dällikon und Otelfingen, S6, 57 Mio. CHF, 2007
- Doppelspurausbau Sihltal, S4/S10, 22 Mio. CHF, 2007
- kleinere Ausbauten Oberwinterthur und Horgen Oberdorf, S8 bzw. S24, 7 Mio. CHF, 2007 resp. 2004

### Vierte Teilergänzung

Zweite Durchmesserlinie mit Weinbergtunnel

Die vierte Teilergänzung war der bislang grösste Ausbau der Zürcher S-Bahn. Sie wurde in drei Etappen ab 2014 umgesetzt und mit dem Fahrplanwechsel im Dezember 2018 abgeschlossen. Die Kosten betrugen insgesamt rund 350 Mio. Franken.
Während der ersten Etappe erfolgte der Bau eines zusätzlichen Durchgangsbahnhofs (auch Bahnhof Löwenstrasse genannt) unter dem Zürcher Hauptbahnhof und der dort anschliessenden Tunnelstrecke unter dem Weinberg nach Oerlikon. Westlich wurde der Bahnhof Löwenstrasse an die Linksufrige Zürichseebahn und über zwei Brücken (Kohlendreieck- und Letzigrabenbrücke) an den Bahnhof Zürich Altstetten angeschlossen. Der Weinbergtunnel, der Bahnhof Löwenstrasse und die Verbindung zur Linksufrigen Zürichseebahn wurden am 14. Juni 2014 und die Strecke nach Altstetten Mitte Dezember 2015 in Betrieb genommen.
Die Linien vom linken Zürichseeufer (Pfäffikon SZ–Thalwil), die nach Oerlikon oder zum Flughafen verkehren, benutzen seitdem den Durchgangsbahnhof Löwenstrasse; die bisherige zeitaufwendige Spitzkehre im Zürcher Hauptbahnhof entfiel.
In der zweiten Etappe konnten neue Linien, die den neuen Bahnhof Löwenstrasse mitbenutzen, eingerichtet werden, so ab Dezember 2015 die Linien S19 und S21. Die ebenfalls während der zweiten Etappe vorgesehene Errichtung der neuen Linie S20 verzögerte sich um mehrere Jahre, da sich die Einwohner von Feldmeilen politisch und rechtlich gegen den Bau eines benötigten Abstellgleises wehrten. Das Bundesgericht lehnte die Beschwerde ab. Die entsprechenden Bauarbeiten begannen 2017, und der Betrieb der S20 wurde im Sommer 2019 aufgenommen. Ebenfalls Teil der zweiten Etappe waren diverse Ausbauten und Perronverlängerungen, welche den Einsatz von längeren Zügen erlaubten.
Die dritte Etappe brachte ab Dezember 2018 vor allem Verbesserungen für die Region Winterthur. Die neue S11 ergänzt die S12 und sorgt so für einen ganztägigen Viertelstundentakt zwischen Stadelhofen und Winterthur sowie zwischen dem Limmattal und Zürich HB. Auch Linien, die noch im Stundentakt befahren wurden, wurden auf Halbstundentakt umgestellt (auf vielen Linien wird inzwischen im Viertelstundentakt gefahren). Die restlichen der 49 Regio-Dosto-Kompositionen wurden angeliefert und in Betrieb genommen. Damit sind nun 246 Doppelstock-Kompositionen für den ZVV im Einsatz.

## Pläne für den Ausbau der S-Bahn

### Ausbauschritt 2035
Es ist vorgesehen, in der Agglomeration Zürich den Viertelstundentakt weiter auszubauen. Ausserdem sollen weitere neue Gebiete in den Nachbarkantonen Aargau, St. Gallen, Schaffhausen, Thurgau und Schwyz erschlossen werden.
Das Bundesparlament bewilligte 2019 für den Bahnausbauschritt 2035 Investitionen von schweizweit 12,9 Milliarden Franken. Für den Grossraum Zürich sind verschiedene wichtige Projekte vorgesehen, welche die Beseitigung der grössten Engpässe und einen weiteren Angebotsausbau auf dem Netz der Zürcher S-Bahn ermöglichen.
Die wichtigsten Zürcher Projekte in STEP 2035 im Überblick:
- Brüttenertunnel
- Ausbau Bahnhof Zürich Stadelhofen: 4. Gleis und Riesbachtunnel II
- Zimmerberg-Basistunnels II
- Sihltal-Zürich-Uetliberg-Bahn: diverse Ausbauten
- Doppelspur Uster–Aathal
- Doppelspur Opfikon–Kloten
- Doppelspur Herrliberg-Feldmeilen–Meilen
- Kreuzungsgleis und Perronverlängerung Zürich Seebach
- Bahnhof Winterthur-Grüze Nord
- Haltestelle Wädenswil Reidbach

### Innere und äussere S-Bahn Zürich (S-Bahn 2G)
Mit der S-Bahn der zweiten Generation (S-Bahn 2G) wollen der ZVV und die SBB die Kapazitäten auf dem Zürcher Bahnnetz langfristig verdoppeln und die bestehende Infrastruktur besser nutzen.
Das Projekt sieht ein System von inneren und äusseren Express-S-Bahnen vor. Die innere S-Bahn erschliesst die Stadt Zürich und den engeren Agglomerationsgürtel und fährt mindestens im Viertelstundentakt. Die Express-S-Bahn bedient sämtliche Haltestellen ausserhalb des inneren Perimeters und fährt danach ohne Halt an die wichtigen Stadtbahnhöfe Stadelhofen, Hardbrücke, Oerlikon, Enge und Altstetten und den Hauptbahnhof Zürich.
Für die S-Bahn 2G muss das Rollmaterial angepasst werden. Gemäss Planung (Stand 2019) sollen auf der Express-S-Bahn Doppelstöcker fahren, während auf der inneren S-Bahn neues Rollmaterial zum Einsatz kommt. Die neuen Züge sollen einen schnelleren Fahrgastwechsel ermöglichen, was für einstöckige Züge spricht.
Der ZVV strebt für 2030 einen ersten von mehreren Umsetzungsschritten an. Zwingende Voraussetzungen für die S-Bahn 2G sind der Brüttener Tunnel und ein viertes Gleis am Bahnhof Stadelhofen.

### Überlegungen zu weiteren Ausbauten
Als Ausbauschritte ab 2040 sind diejenigen denkbar, die heute schon im Richtplan erwähnt sind, aber von einer Vorstudie noch entfernt sind. Ein Beispiel ist die kurze Neubaustrecke in Illnau-Effretikon im Gebiet Riemenholz, die zwischen die Bahnstationen Illnau und Kemptthal zu liegen käme. Dadurch würde eine umsteigefreie, direkte Bahnverbindung zwischen Wetzikon und Winterthur, den zweit- und drittgrössten Bahnstädten des Kantons Zürich, ermöglicht. Das zu erwartende Siedlungswachstum lässt einen wirtschaftlichen Bahnbetrieb auf diesem Korridor als denkbares Szenario erscheinen. Indirekte betriebliche Teil-Voraussetzung ist aber der vorherige Bau des Brüttener Tunnels und die Frage, ob das Nadelöhr Bahnhof Winterthur irgendeinen Mehrverkehr überhaupt noch aufnehmen kann.
Eine weitere Variante zur Schliessung der westlichen S-Bahn-Lücke zwischen Zürich HB und dem Furttal mit einer direkten Anbindung des ETH-Standortes Hönggerberg «Science City» über eine S-Bahn-Linie und einem unterhalb der «Science City» angelegten Tunnelbahnhof wurde im Herbst 2014 vorgeschlagen. Die ergänzende Bahnlinie von 4,25 km Länge beginnt verzweigend beim Letziviadukt und führt als Tunnel von 3,5 km Länge unter dem Käferberg in die Gegend Aspholz, wo sie in die Linie nach Regensdorf mündet. Damit liesse sich die Fahrzeit vom Hauptbahnhof Zürich zur ETH Hönggerberg von heute 25 Minuten auf 6 Minuten reduzieren. Eine ganzheitliche Erschliessung der Zürcher Hochschulstandorte ab der unter dem Shopville gelegenen S-Bahn-Station der SZU zur Uni/ETH Zentrum via Zoo zur Uni Irchel und danach via ETH Hönggerberg und der Station Hardbrücke zum Zürcher Hauptbahnhof würde in Kombination mit der Abzweigung von der ETH Hönggerberg nach Regensdorf eine lastabhängige und nachfrageorientierte Versorgung dieser planerisch bereits festgelegten zukünftigen Wachstumsstandorte auf kürzesten Wegen ermöglichen.

## Fahrzeuge
Die S-Bahn Zürich ist ein heterogenes Netz von Regionalverkehrslinien unter fünf Betreibern, die auf den Strecken von vier unterschiedlichen Eigentümern betrieben werden. Die Streckennormalien und Fahrzeuge unterscheiden sich daher teilweise entsprechend stark; spezifische S-Bahn-Fahrzeuge gab es im Grunde nur bei den SBB, wobei Doppelstockwagen als ursprüngliches Alleinstellungsmerkmal der SBB-Stammstreckenzüge mittlerweile durch reine Lackierungsunterschiede abgelöst wurden.

### SBB-Doppelstock-Pendelzug DPZ

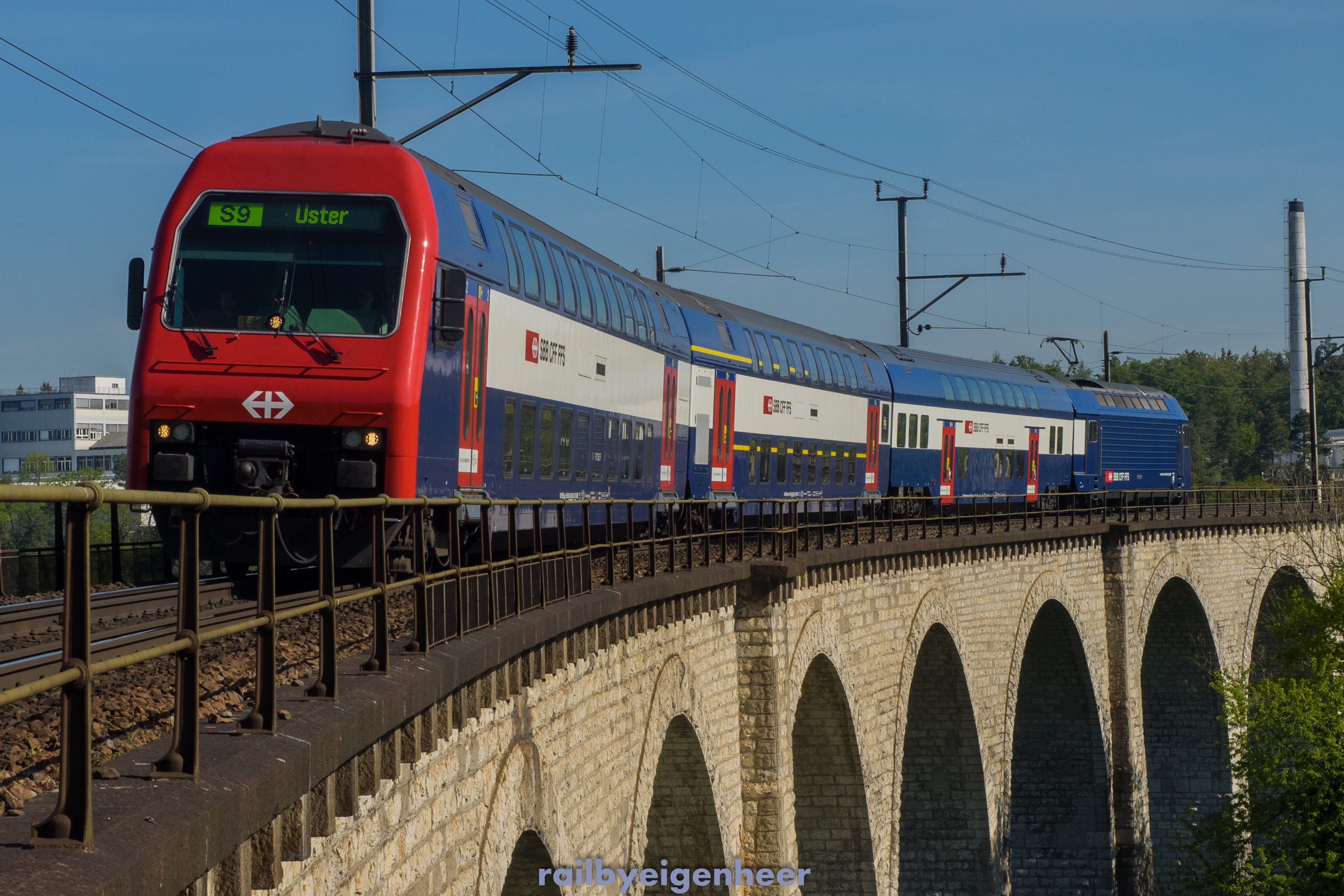
S-Bahn-Doppelstockzug (SBB Re 450) auf der Brücke Eglisau

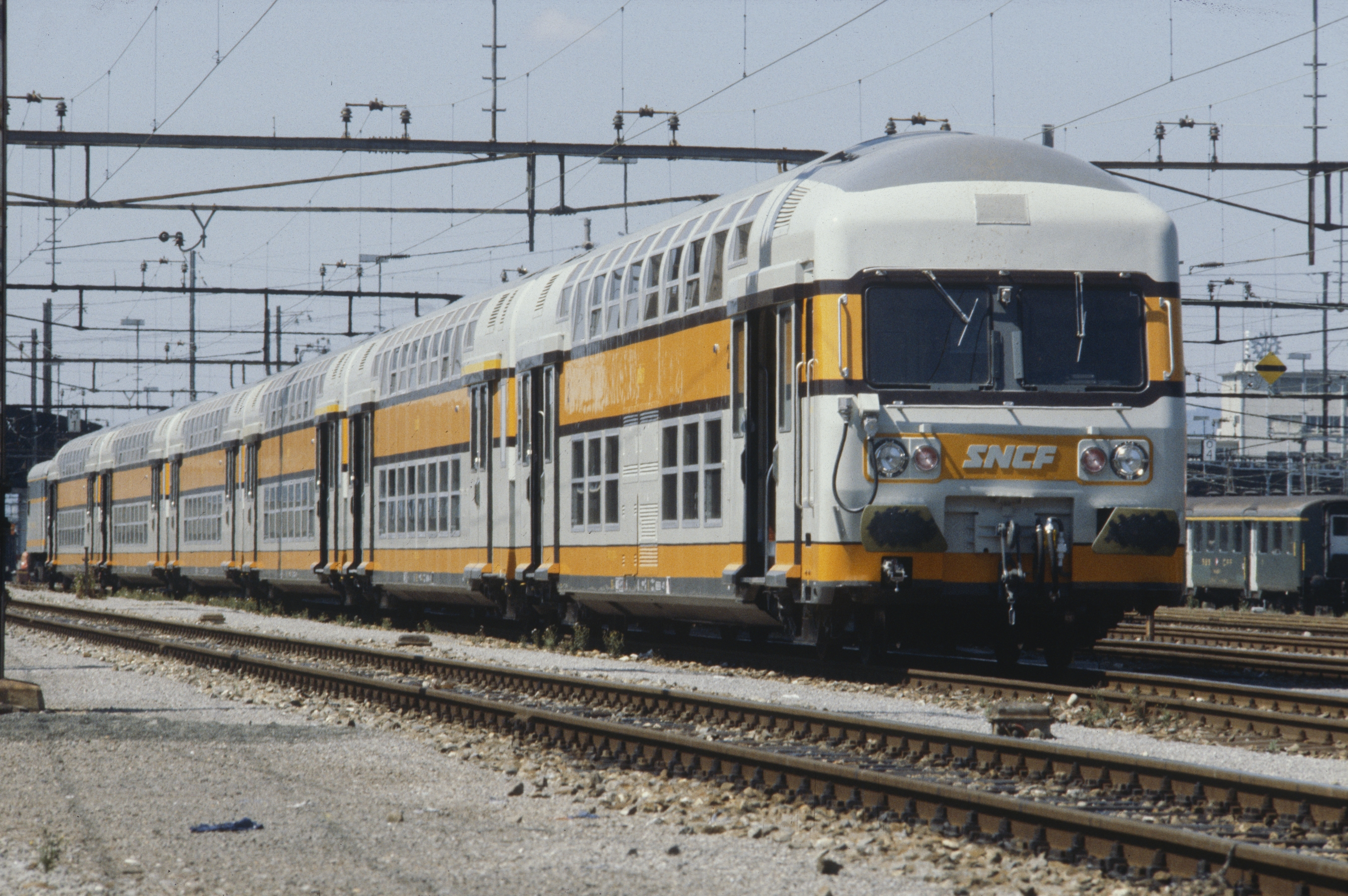
Französischer Doppelstockzug, der 1980 zu Demonstrationszwecken in Zürich weilte

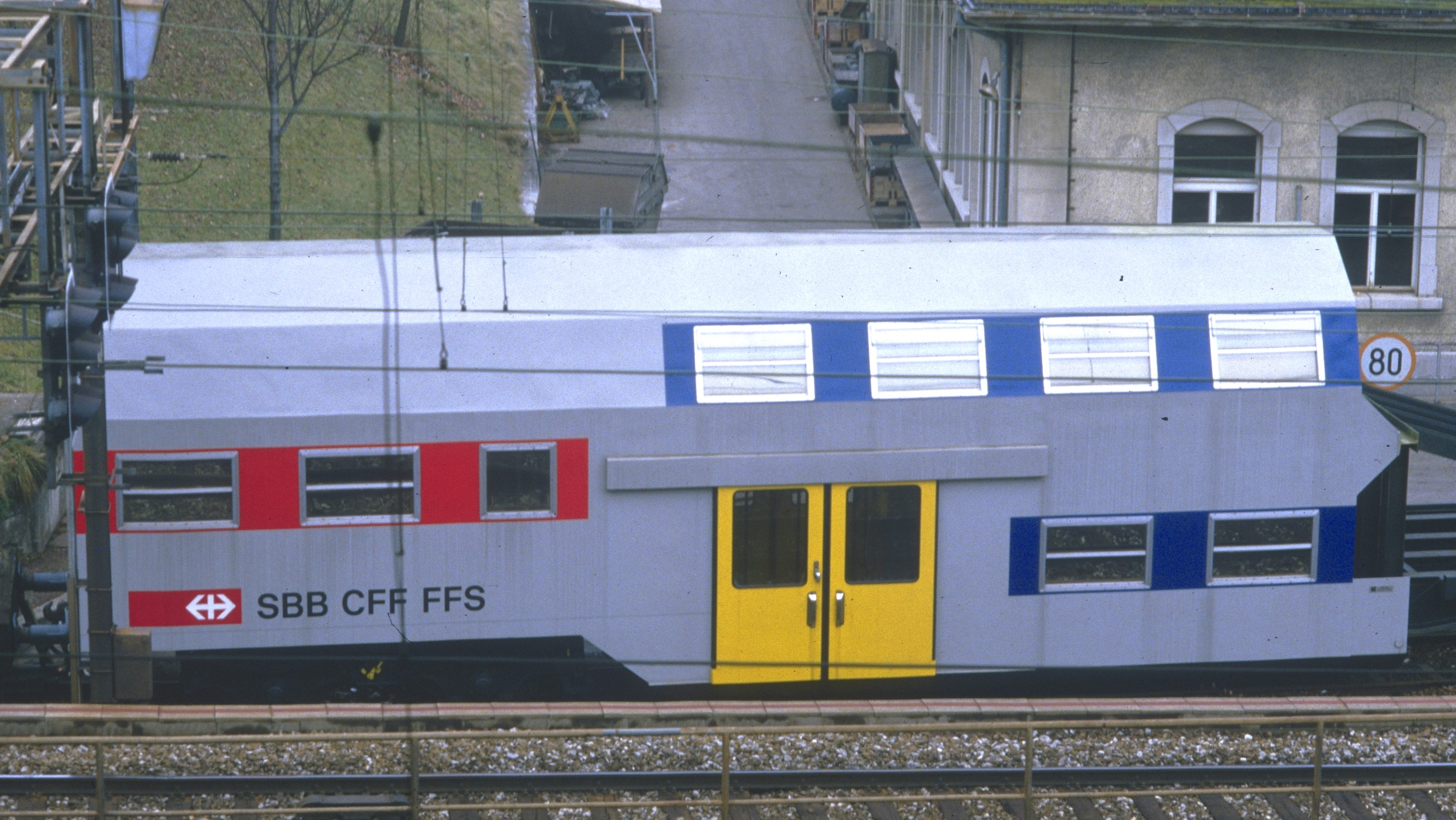
Maquette mit dem damals verworfenen Tiefeinstieg

Als 1981 der Bau der S-Bahn Zürich beschlossen wurde, stellte sich die Frage, welches Rollmaterial eingesetzt werden sollte. Doppelstockfahrzeuge hatten sich bereits im Vorortverkehr der Nederlandse Spoorwegen und der SNCF bewährt. In der Schweiz fanden 1980 Demonstrationsfahrten mit einem Doppelstockzug der SNCF statt. Daraufhin entschieden sich die SBB erstmals für den Einsatz von Doppelstockzügen. Auf einem Güterwagen wurde ein Modell im Massstab 1:1 aufgebaut und der Öffentlichkeit vorgestellt. Es sah tiefe Einstiege zwischen den Drehgestellen und einen einstöckigen Bereich über den Drehgestellen vor, so dass das Oberdeck nur über zwei Treppen zu erreichen war. Diese Variante wurde verworfen und stattdessen das Konzept mit Einstiegen über den Drehgestellen gewählt, das mehr Sitzplätze bietet und einen besseren Fahrgastfluss ermöglicht, da das Oberdeck von der Einstiegsplattform aus direkt einsehbar ist. Ausserdem wurde beschlossen, die Bahnsteige auf 55 cm zu erhöhen, um das Ein- und Aussteigen zu beschleunigen, da die Fahrgäste bereits vom Bahnsteig aus die Belegung der beiden Decks einsehen können.
Es wurden 59 Fahrzeugvarianten untersucht, wobei ein hohes Beschleunigungsvermögen, geringe Unterhaltskosten und ein Gepäckraum von mindestens 10 m² gefordert wurden. Im Jahre 1985 fiel die Entscheidung zugunsten einer knapp 100 m langen Komposition, bestehend aus einer Lokomotive Re 450, einem Doppelstock-Steuerwagen Bt mit Abteil 2. Klasse, einem Doppelstock-Zwischenwagen mit Abteilen 1. und 2. Klasse und einem Doppelstock-Zwischenwagen mit Abteil 2. Klasse. Maximal drei Kompositionen können zu einem 300 Meter langen Zug gekuppelt werden, wofür die Lokomotive und der Steuerwagen auf der Führerstandsseite mit der GF-Kupplung für Vorortsbahnen (GFV) ausgerüstet wurden, wie sie bereits bei den Zügen der Rechtsufrigen Zürichseebahn zum Einsatz kamen. Als Besonderheit sind die Zwischenwagen mit normalen Schraubenkupplungen versehen, so dass sie ohne Steuerwagen in normalen lokbespannten Zügen eingesetzt werden können.
Für die Beschaffung der Doppelstock-Pendelzüge wurden SLM, ABB und SWP ausgewählt. Nach der Erprobung 1989 konnten die 130 km/h schnellen Doppelstockzüge im Frühjahr 1990 erstmals fahrplanmässig eingesetzt werden. Die Doppelstock-Pendelzüge, bei der SBB mit der Abkürzung DPZ bezeichnet, bilden nach wie vor das Rückgrat der S-Bahn Zürich. Sie werden auf den meisten Linien verwendet. Von den DPZ sind von der Industrie an die SBB 115 Züge ausgeliefert worden. Im Jahre 2008 wurden zwei Züge von den SBB an die SZU verkauft.
Die Züge waren anfänglich nur mit einer Lüftung ausgestattet. Die Fenster lassen sich nicht öffnen. Die Züge wurden seit 2011 mit einer Klimaanlage nachgerüstet, die Innenräume wurden revidiert und die Einstiegszonen vergrössert. Die Lokomotiven durchliefen eine grosse Revision mit diversen Anpassungen. Am 28. August 2012 war der erste komplett modernisierte Doppelstockzug unterwegs. Das Erneuerungsprogramm umfasste nicht nur diese Arbeiten, sondern es wurde auch ein neuer Zwischenwagen mit Niederflureinstieg (NDW) in jede Komposition eingefügt. Dadurch entsprechen sie nun aktuellen Anforderungen des Behindertengesetzes und bieten einen barrierefreien Zugang. Die dadurch überzählig gewordenen Zweitklass-Wagen wurden im Zusammenhang mit dem Programm LION für die HVZ-Züge hergerichtet. Aktuell sind alle Re 450 umgebaut, alle niederflurigen Zwischenwagen abgeliefert, und alle Wagen haben die Sanierung durchlaufen.

### SBB-Doppelstock-Triebzug RABe 514

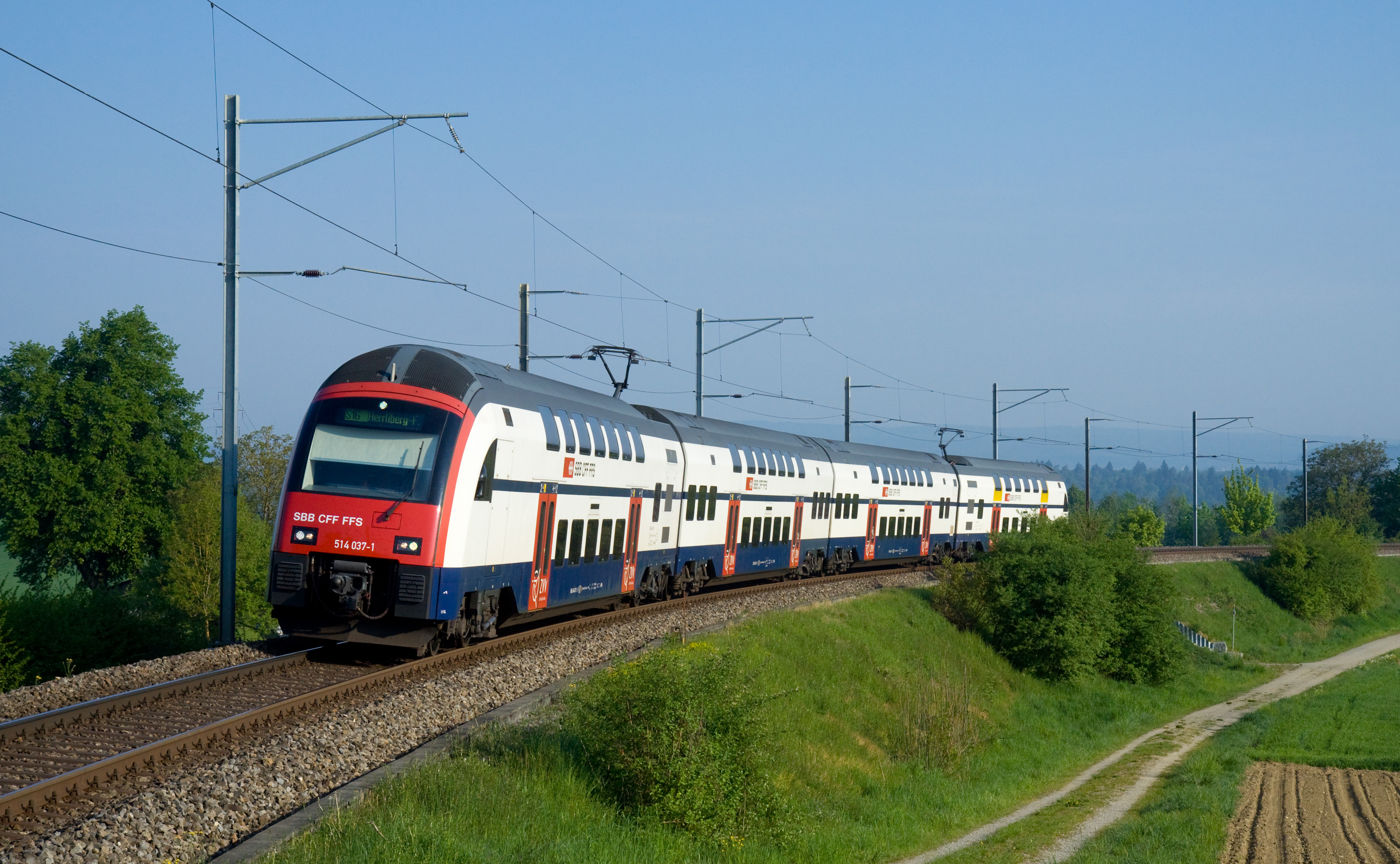
SBB RABe 514 als S16 bei Andelfingen

Die Doppelstocktriebzüge (DTZ) RABe 514 wurden 2003 bei der Siemens Transportation Systems bestellt und konnten 2006 erstmals ausgeliefert werden. Mit den Niederflureinstiegen sind die DTZ rollstuhltauglich. Sie sind die zweite Generation der Doppelstockzüge der S-Bahn Zürich und wurden bis im Sommer 2009 alle an die S-Bahn Zürich ausgeliefert. Nachdem sie anfänglich nur versuchsweise vorerst auf der S14 verkehrten, werden sie inzwischen auch im Liniendienst auf der S2, S6, S8, S16 und auf der S24 eingesetzt. Weitere Linien sollten später ebenfalls einzelne Fahrzeuge dieses Typs erhalten. Von Siemens wurden 61 Fahrzeuge an die SBB ausgeliefert.

### SBB-Doppelstock-Triebzug RABe 511

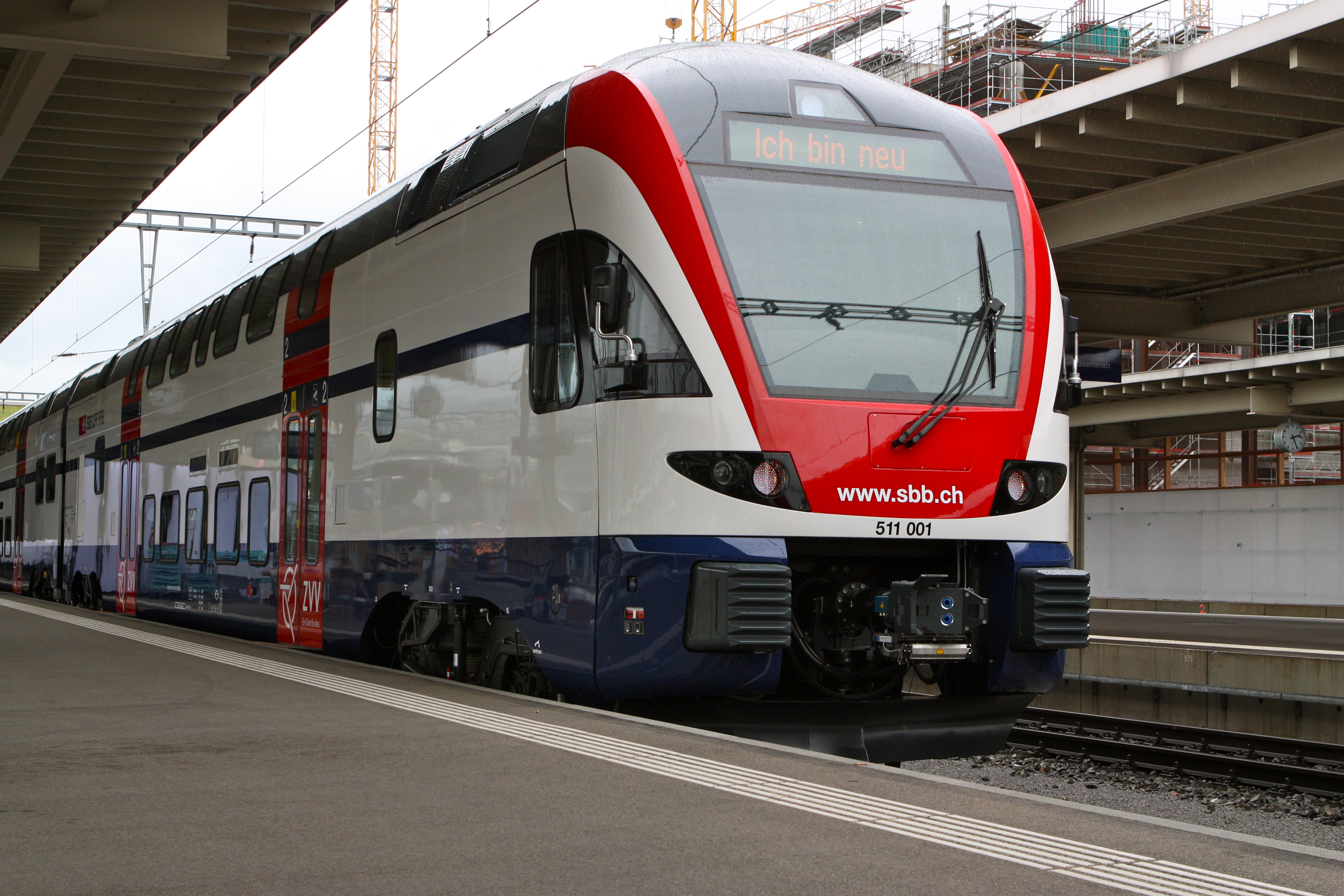
Stadler KISS

Am 27. Juni 2008 bestellten die SBB bei Stadler Rail insgesamt 50 jeweils sechsteilige doppelstöckige Triebzüge der Bauart RABe 511 (bis 2010 vom Hersteller Stadler Rail als DOSTO, später KISS bezeichnet). Diese werden seit Frühjahr 2012 nach und nach in Dienst gestellt. Insgesamt bieten die Züge 414 Sitzplätze in der zweiten Klasse und 112 Sitzplätze in der ersten Klasse und erreichen eine Höchstgeschwindigkeit von 160 km/h. Die erste bemannte Testfahrt in Zürich fand bereits im September 2011 statt.
Mit dieser dritten Generation von Doppelstockzügen für die S-Bahn Zürich beschafften die SBB erstmals auch Doppelstöcker für den Regionalverkehr ausserhalb des ZVV-Gebietes. Von den 50 Sechsteilern der ersten Bestellung wurden 20 mit dunkelgrauen Akzentstreifen geliefert; in einer zweiten Bestellung wurden allerdings nochmals 19 Sechsteiler mit dunkelblauem ZVV-Akzentstreifen bestellt und bis Ende 2018 in Betrieb genommen. Von optischen Unterschieden abgesehen sind die Fahrzeuge identisch und miteinander kompatibel.

### SBB-Doppelstock-Pendelzug HVZ-D + Re 420

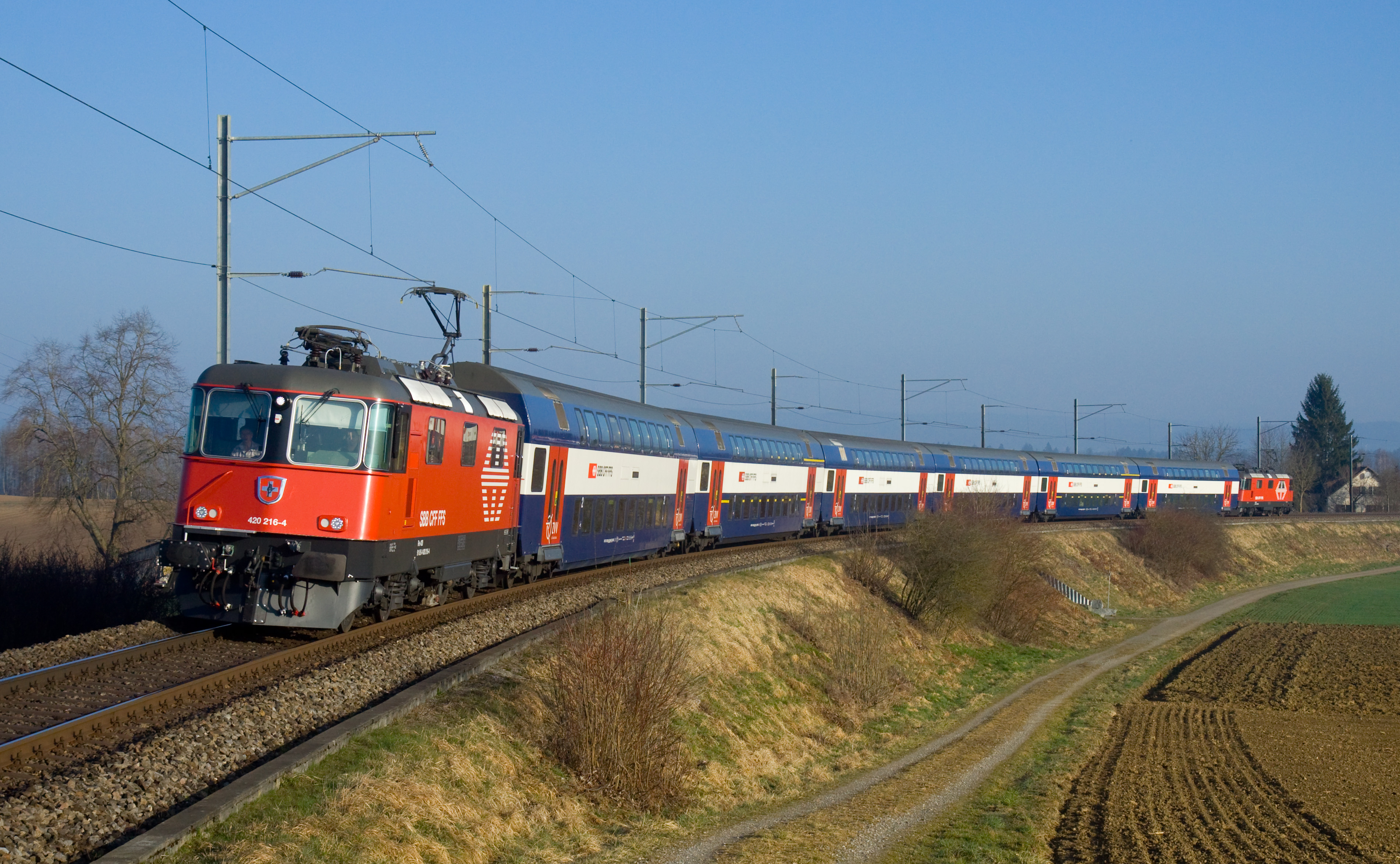
HVZ-D-Zug auf der S11 Schaffhausen–Altstetten bei Andelfingen

Im Rahmen des Projekts LION («Lifting, Integration, Optimierung, Neugestaltung») wurden mit den durch die neuen NDW frei werdenden 2.-Klasse-Doppelstockwagen neue Doppelstock-Hauptverkehrszeit-Entlastungszüge «HVZ-D» gebildet. Diese bestehen aus sechs bzw. zehn Wagen und werden zusammen mit jeweils zwei umgebauten Re-420-Lokomotiven an beiden Enden gekuppelt. Diese Züge haben primär die vormaligen RBe-540-Leistungen ersetzt. Der Einbau einer Klimaanlage ist im Gegensatz zu den DPZ-Kompositionen nicht vorgesehen.

### Übrige Betreiber
Neben den SBB-Stammnetzlinien über den Zürcher Hauptbahnhof wurden auch sämtliche Regionalzugslinien im ZVV-Gebiet systematisiert und mit Liniennummern versehen. Den grössten Block bilden die ehemaligen Regionalzugsverbindungen ab Winterthur, mit Schwerpunkt im Nordosten des Kantons Zürich. Diese Linien wurden als S26, S29, S30, S35, S36 und S41 in die Systematik eingebunden und werden auf Kantonsgebiet vom ZVV und ausserhalb von den Nachbarkantonen bestellt. Den Betrieb dieser Linien haben die SBB im Laufe der Jahre an das Tochterunternehmen Thurbo abgegeben. Diese setzt auf den von ihr betriebenen Linien mittlerweile ausschliesslich die Gelenktriebwagen (GTW) von Stadler Rail aus ihrer «Einheitsflotte» (95 Stück) ein.
Die normalspurige SOB betreibt die S13 und S40 unverändert als Regionalzüge auf ihrem eigenen Streckennetz und setzt entsprechend das eigene, vorhandene «Südnetz»-Rollmaterial ein. Seit 2007 kommen insbesondere die neu beschafften FLIRT von Stadler Rail zum Einsatz.
Die normalspurige SZU setzte auf der ehemaligen Sihltalbahn (S4) neben vorhandenem Einheitsrollmaterial auf eigene Pendelzüge aus Re-456-Lokomotiven, Doppelstockwagen vom Typ SBB-DPZ, kombiniert mit älteren Zwischenwagen und Steuerwagen. Ergänzt wurden diese Pendelzüge später mit doppelstöckigen Niederflurwagen vom Typ SBB-NDW. Zwei komplette, modernisierte «DPZ plus» wurden 2008 von den SBB übernommen. Auf der ehemaligen Uetlibergbahn (S10) wurden zwischen 1990 und 2022 zwei Generationen von Gleichstrom-Triebwagen von SLM/Siemens eingesetzt und später Niederflur-Zwischenwagen von Stadler beschafft. Die 2013 und 2021 beschafften Zweisystem-Triebwagen sind eine kundenspezifische Anfertigung von Stadler Rail; sie können auch auf der S4 eingesetzt werden und übernahmen mit Umelektrifikation der S10 auf Wechselstrombetrieb im August 2022 deren Gesamtverkehr.
Die meterspurige FB (S18) hat als Mischung zwischen Überlandtram und leichter Vorortbahn ihren eigenen, stark streckenspezifischen Fahrzeugpark, mit zwei Generationen «FB 2000» (ähnlich den «Tram 2000» der VBZ) und «Tango-Halbzügen» von Stadler Rail.
Die meterspurige BD (S17), die mittlerweile von der fusionierten AVA betrieben wird, besitzt ebenfalls einen eigenen, stark streckenspezifischen Fahrzeugpark. Dieser wurde zwischen 2009 und 2011 durch die Kundenanfertigung «Diamant» von Stadler Rail modernisiert und auf einen Fahrzeugtyp vereinheitlicht.

## Ehemalige Fahrzeuge

### SBB-Pendelzug RBe 540

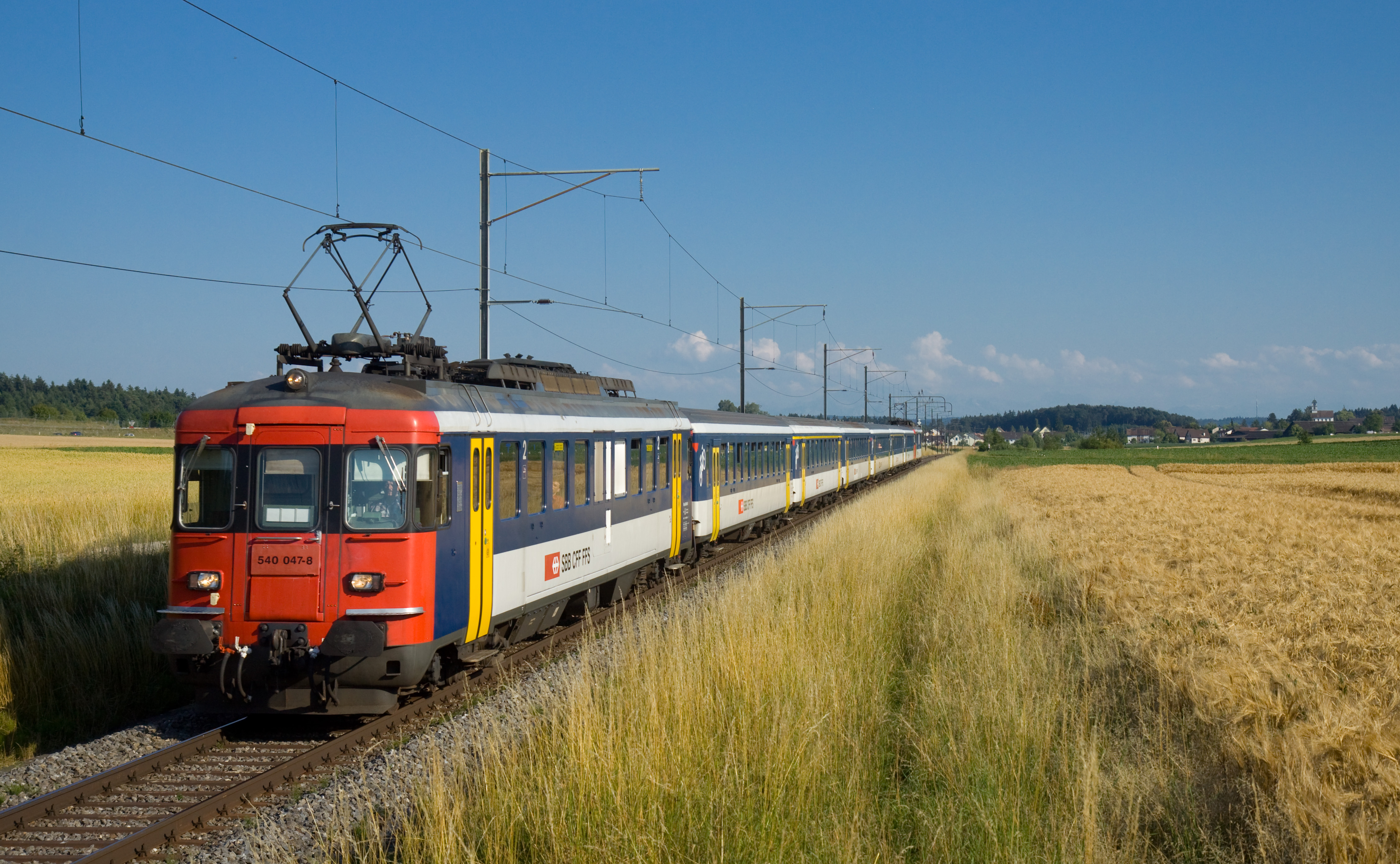
RBe-540-«Sandwich» unterwegs als S11

Die mit RBe-540-Triebwagen gebildeten Pendelzüge bestanden aus gelegentlich bis zu sechs zwischen zwei RBe 540 eingereihten A- und B-Einheitswagen des (umgebauten) Typs EW I und EW II. Diese Anordnung in Form eines «Sandwichs» ermöglicht, Energie zu sparen und zugleich höhere Leistung zu gewinnen. Anlässlich der Hauptrevision R4 wurden die Triebwagen modernisiert. Nebst einer Lackierung im Farbschema der «Neuen Pendelzüge» (NPZ) erhielten sie eine neue Inneneinrichtung und Aussenschwingtüren.
In den ersten Jahren der S-Bahn verkehrten auf den meisten S-Bahn-Linien Züge dieses Typs. Sie wurden nach und nach analog zur RABDe 510 durch neu beschaffte Doppelstock-Pendelzüge ersetzt. Aufgrund des chronischen Fahrzeugmangels blieben diese Kompositionen weiterhin täglich im Einsatz, hauptsächlich auf den peripheren Nebenstrecken und bei Einschaltzügen.
Ein weiteres Einsatzgebiet für die RBe 540 Pendel waren die sogenannten S-Bahn-Dispozüge. Diese Züge stehen mit Fahrern beispielsweise während der Hauptverkehrszeit an neuralgischen Punkten bereit. Sie können somit von der Betriebsleitzentrale unmittelbar abgerufen und auf die Strecke geschickt werden. So können sie dazu benutzt werden, bei einem Ausfall oder starker Verspätung eines S-Bahn-Zuges die Reststrecke des Zuges abzufahren. Sie können dann auch pünktlich die weitere Leistung in der Gegenrichtung erbringen, die eigentlich der verspätete Zug fahren sollte.

### SBB-Triebzug RABDe 510

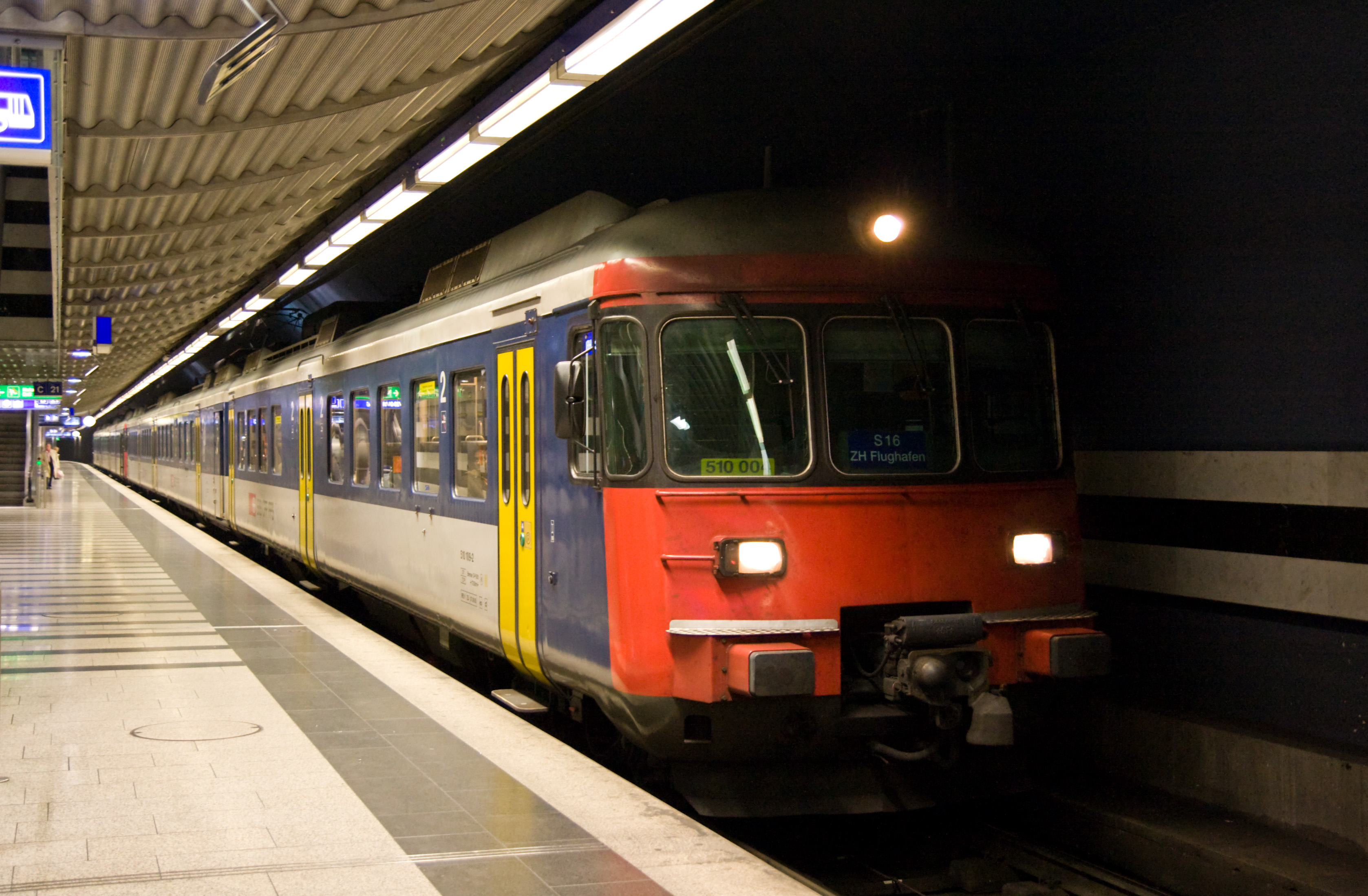
Eine modernisierte RABDe 510 im Bahnhof Zürich Hauptbahnhof Museumstrasse

Da die RABDe-510-Triebzüge in den 1960er Jahren als Vorgänger der Stadtbahn Zürich zwischen Zürich und Rapperswil verkehrten, trugen diese Triebzüge den Spitznamen «Goldküstenexpress». Eine Komposition bestand aus zwei 2.-Klasse-Wagen an den Enden sowie einem Zwischenwagen mit erster Klasse und einem Gepäckabteil. Da alle Achsen dieser Fahrzeuge angetrieben wurden und die Triebzüge zudem über hohe Leistungen verfügten, konnte der Zug schnell auf die Höchstgeschwindigkeit von 125 km/h beschleunigen. Zur hohen Beschleunigungsleistung kam auch ein hohes Bremsvermögen hinzu.
Anfangs noch auf einigen Strecken anzutreffen, verkehrte die RABDe 510 bis zum Fahrplanwechsel am 14. Dezember 2008 nur noch zeitweise als S16, S21, S24 und auch in anderen Regionen der Schweiz. Mit der Auslieferung der zweiten Serie der RABe 514 wurden die RABDe-510-Triebzüge 2008 aus dem S-Bahn-Verkehr zurückgezogen.

## Unterhaltsanlagen
Den alltäglichen Betrieb des Rollmaterials der S-Bahn Zürich stellen eine Reihe von Abstell- und Unterhaltsanlagen sicher. Naheliegend sind die Anlagen im Zürcher Vorfeld, die bis zur weitgehenden Stilllegung der Hauptwerkstätte Zürich (HW) auch in der Lage waren, ganze Revisionen durchzuführen. Heute wird noch der Grossunterhalt in Zürich ausgeführt, wofür neben der ehemaligen HW auch die neue Unterhaltsanlage Zürich Herdern zur Verfügung steht. Für grosse Revisionsarbeiten werden dagegen die DPZ und die 540-Pendel im Areal der HW getrennt und für die Überführung nach Olten (Wagen) respektive Yverdon-les-Bains (Triebfahrzeuge) umgruppiert. Neben den freien Abstellflächen wird von den DPZ in Zürich ausserdem das Depot G (zusammen mit den ICN) als Abstellanlage verwendet.
Zweiter zentraler Standort ist die eigens für die DPZ erstellte Abstell- und Unterhaltsanlage Oberwinterthur, die einen beträchtlichen Teil der DPZ- und die gesamte DTZ-Flotte beherbergt. Aufgrund der chronischen Platznot in Zürich ist der DPZ-spezifische Unterhalt in Oberwinterthur untergebracht, so auch beispielsweise die Gruppen für die Behebung von Schäden durch Vandalismus (beschädigte Polster, Graffiti). Aufgrund der hohen Netzauslastung und der knappen Fahrzeugreserve wird in Oberwinterthur praktisch rund um die Uhr gearbeitet, so sind in Randstunden und teilweise die ganze Nacht hindurch Verschiebungen ganzer Fahrzeugflotten zwischen Herdern und Oberwinterthur zu beobachten.
Weitere grössere Abstellanlagen befinden sich bei den Bahnhöfen Brugg und Rapperswil, wobei einzelne Fahrzeuge auch an Linienendpunkten abgestellt werden. Da sämtliche dieser Standorte nur über offene Abstellflächen verfügen, sind diese nicht selten Quelle versprayter Fahrzeuge.
Im Dezember 2020 wurden im Entwurf zur Teilrevision 2020 des Kantonalen Richtplans Zürich Details dazu veröffentlicht, dass in den kommenden Jahrzehnten drei zusätzliche Abstell- und Serviceanlagen gebaut und in Betrieb genommen werden sollen. Es handelt sich dabei um jeweils über 25'000 m² grosse Anlagen, auf denen jeweils ausserhalb der Hauptverkehrszeiten die dann nicht genutzten S-Bahn-Kompositionen abgestellt werden. Die Anlagen sind im Bereich Rafz, am Bahnhof Feldbach und im Gebiet zwischen Wetzikon und Bubikon vorgesehen. Die Aufnahme dieser Planung in den Richtplan steht noch unter dem Vorbehalt, dass gegen den veröffentlichten Entwurf weit über 2500 Einsprachen eingelegt wurden, die einen erheblichen Widerstand der betroffenen Kommunen und der betroffenen Bevölkerung belegen.

## Unfälle
Seit ihrer Inbetriebnahme wurden Zugskompositionen der S-Bahn in folgende Unfälle verwickelt:
Am 16. April 1991 kam es zu einem Brand in einem Personenwagen EW I im Hirschengrabentunnel zwischen dem Hauptbahnhof Zürich und Stadelhofen. Das Feuer war von Vandalen im Wagen gelegt worden. Da jemand die Notbremse zog und der Zug im Tunnel zum Stehen kam, entstand rasch starker Rauch. 52 der Passagiere, die nur schwer den Ausgang des Tunnels fanden, wurden verletzt. Die Gefahr, die durch das Ziehen der Notbremse auf Tunnelstrecken entsteht, kam erst damals ins Bewusstsein der Schweizer Öffentlichkeit.
Ein schweres Unglück ereignete sich am 8. August 1992, als ein Zug der Linie S5 den Bahnhof Zürich Oerlikon verliess und dabei an einem haltzeigenden Signal vorbeifuhr. Gleichzeitig durchquerte ein InterCity, welcher auf der Strecke Romanshorn–Genf unterwegs war, mit an die 70 km/h den Bahnhof, und es kam zu einer Kollision. Der InterCity wurde seitlich aufgeschlitzt, wobei er teilweise entgleiste. Eine Person starb, acht weitere wurden zum Teil schwer verletzt.
Am 2. Februar 1999 starb beim Bahnhof Zürich Wiedikon ein Postbeamter im entgleisten Gepäckwagen eines InterRegios Zürich–Luzern, als eine auf dem Nachbargleis Richtung Zürich fahrende S-Bahn in den InterRegio prallte.
Am 20. Februar 2015 kam es bei Rafz zu einer Kollision zwischen einem Zug der Zürcher S-Bahn und einem Personenzug der SBB. Ein durchfahrender Interregio-Zug Zürich–Schaffhausen prallte gegen einen S-Bahn-Triebzug RABe 514, der von Rafz nach Schaffhausen unterwegs war. Sechs Personen wurden verletzt, eine davon schwer. Ursache des Unfalls war das Überfahren eines geschlossenen Signals durch die S-Bahn.
Die verschiedenen Unfälle zeigten auf, dass die bis anhin ausschliesslich verwendete Zugsicherung Integra-Signum den Anforderungen des S-Bahn-Betriebes nicht gewachsen war, und trugen so massgeblich zur Einführung von ZUB 121 ab 1993 bei.